# فیلم در ۲۰۱۳
جداول زیر لیست فیلم‌های منتشر شده در سال ۲۰۱۳ است. سه فیلم معروف (تاپ گان، پارک ژوراسیک ‌و جادوگر شهر از ‌) به صورت 3D و آی‌مکس باز نشر شده‌است.

## پرفروش‌ترین فیلم‌ها
جدول زیر لیست ده تا از پرفروش‌ترین فیلم‌های سال ۲۰۱۳ را نشان می‌دهد:
| رتبه | عنوان              | توزیع‌کننده                 | فروش جهانی     |
| ---- | ------------------ | -------------------------- | -------------- |
| ۱    | منجمد              | استودیو سینمایی والت دیزنی | $۱٬۲۷۶٬۴۸۰٬۳۳۵ |
| ۲    | مرد آهنی ۳         | استودیو سینمایی والت دیزنی | $۱٬۲۱۴٬۸۱۱٬۲۵۲ |
| ۳    | من نفرت‌انگیز ۲     | یونیورسال استودیوز         | $۹۷۰٬۷۶۱٬۸۸۵   |
| ۴    | هابیت: برهوت اسماگ | برادران وارنر              | $۹۵۸٬۳۶۶٬۸۵۵   |
| ۵    | عطش مبارزه: اشتعال | لاینزگیت                   | $۸۶۵٬۰۱۱٬۷۴۶   |
| ۶    | سریع و خشمگین ۶    | یونیورسال استودیوز         | $۷۸۸٬۶۷۹٬۸۵۰   |
| ۷    | دانشگاه هیولاها    | دیزنی                      | $۷۴۴٬۲۲۹٬۴۳۷   |
| ۸    | جاذبه              | برادران وارنر              | $۷۲۳٬۱۹۲٬۷۰۵   |
| ۹    | مرد پولادین        | برادران وارنر              | $۶۶۸٬۰۴۵٬۵۱۸   |
| ۱۰   | ثور: دنیای تاریک   | دیزنی                      | $۶۴۴٬۵۷۱٬۴۰۲   |

فیلم منجمد و مرد آهنی ۳ با فروش بیش از ۱.۲ میلیارد دلار در جایگاه ششم و هفتم فهرست پرفروش‌ترین فیلم‌های تاریخ قرار گرفته‌اند. منجمد دومین فیلم انیمیشن پس از انیمیشن داستان اسباب‌بازی ۳ می‌باشد که توانسته بیش از ۱ میلیارد دلار فروش داشته باشد و در فهرست پر فروش‌ترین فیلم‌های انیمیشن تاریخ در سرار دنیا قرار گرفته‌است. فیلم پارک ژوراسیک پس از بازنشر 3D با فروش بیش از ۱ میلیارد توانست در جایگاه ۱۵ فهرست پر فروش‌ترین فیلم‌های تاریخ قرار بگیرد.

## رویدادها
- دومین دوره جایزه آکادمی هنرهای سینمایی و تلویزیونی استرالیا
- ۱۸مین دوره جایزه انجمن منتقدان
- نوزدهمین مراسم جایزه انجمن بازیگران فیلم
- بیست و هشتمین دوره جایزه ایندیپندنت اسپیریت
- سی و سومین دوره جایزه تمشک طلایی
- سی و نهمین دوره جایزه ساترن
- شصت و یکمین دوره جایزه فاماس
- شصت و سومین جشنواره بین‌المللی فیلم برلین
- شصت و ششمین دوره جوایز بفتا
- هفتادمین مراسم گلدن گلوب
- هفتادمین جشنواره فیلم ونیز
- هشتاد و پنجمین دوره جوایز اسکار
- جشنواره فیلم کن ۲۰۱۳
- جشنواره فیلم ام‌تی‌وی ۲۰۱۳
- جشنواره فیلم ساندنس ۲۰۱۳
- جشنواره بین‌المللی فیلم تورنتو ۲۰۱۳

## جوایز
| جایزه/جشنواره           | هفتاد و یکمین مراسم گلدن گلوب ۱۲ ژانویه ۲۰۱۴ | هفتاد و یکمین مراسم گلدن گلوب ۱۲ ژانویه ۲۰۱۴ | ۱۹مین دوره جایزه گزینش منتقدان فیلم ۱۶ ژانویه ۲۰۱۴ | ۲۰مین دوره جایزه انجمن بازیگران فیلم ۱۸ ژانویه ۲۰۱۴ | شصت و هفتمین دوره جوایز بفتا ۱۶ فوریه ۲۰۱۴ | هشتاد و ششمین دوره جوایز اسکار ۲ مارس ۲۰۱۴ |
| جایزه/جشنواره           | درام                                         | موزیکال/کمدی                                 | ۱۹مین دوره جایزه گزینش منتقدان فیلم ۱۶ ژانویه ۲۰۱۴ | ۲۰مین دوره جایزه انجمن بازیگران فیلم ۱۸ ژانویه ۲۰۱۴ | شصت و هفتمین دوره جوایز بفتا ۱۶ فوریه ۲۰۱۴ | هشتاد و ششمین دوره جوایز اسکار ۲ مارس ۲۰۱۴ |
| ----------------------- | -------------------------------------------- | -------------------------------------------- | -------------------------------------------------- | --------------------------------------------------- | ------------------------------------------ | ------------------------------------------ |
| بهترین فیلم             | ۱۲ سال بردگی                                 | حقه‌بازی آمریکایی                             | ۱۲ سال بردگی                                       | N/A                                                 | ۱۲ سال بردگی                               | ۱۲ سال بردگی                               |
| بهترین کارگردان         | آلفونسو کوارون جاذبه ‌                        | آلفونسو کوارون جاذبه ‌                        | آلفونسو کوارون جاذبه ‌                              | N/A                                                 | آلفونسو کوارون جاذبه ‌                      | آلفونسو کوارون جاذبه ‌                      |
| بهترین بازیگر مرد       | متیو مک‌کانهی باشگاه خریداران دالاس           | لئوناردو دی‌کاپریو گرگ وال استریت             | متیو مک‌کانهی باشگاه خریداران دالاس                 | متیو مک‌کانهی باشگاه خریداران دالاس                  | چویتل اجیوفور ۱۲ سال بردگی                 | متیو مک‌کانهی باشگاه خریداران دالاس         |
| بهترین بازیگر زن        | کیت بلانشت یاسمن پژمرده                      | ایمی آدامز حقه‌بازی آمریکایی                  | کیت بلانشت یاسمن پژمرده                            | کیت بلانشت یاسمن پژمرده                             | کیت بلانشت یاسمن پژمرده                    | کیت بلانشت یاسمن پژمرده                    |
| بهترین بازیگر مرد مکمل  | جرد لتو باشگاه خریداران دالاس                | جرد لتو باشگاه خریداران دالاس                | جرد لتو باشگاه خریداران دالاس                      | جرد لتو باشگاه خریداران دالاس                       | برخد عبدی کاپیتان فیلیپس ‌                  | جرد لتو باشگاه خریداران دالاس              |
| بهترین بازیگر زن مکمل   | جنیفر لارنس حقه‌بازی آمریکایی                 | جنیفر لارنس حقه‌بازی آمریکایی                 | لوپیتا نیونگو ۱۲ سال بردگی                         | لوپیتا نیونگو ۱۲ سال بردگی                          | جنیفر لارنس حقه‌بازی آمریکایی               | لوپیتا نیونگو ۱۲ سال بردگی                 |
| بهترین فیلم‌نامه/اقتباسی | اسپایک جونز او ‌                              | اسپایک جونز او ‌                              | جان ریدلی ۱۲ سال بردگی                             | N/A                                                 | استیو کوگان و جف پاپ Philomena             | جان ریدلی ۱۲ سال بردگی                     |
| بهترین فیلم‌نامه/اصلی    | اسپایک جونز او ‌                              | اسپایک جونز او ‌                              | اسپایک جونز او ‌                                    | N/A                                                 | دیوید او. راسل حقه‌بازی آمریکایی            | اسپایک جونز او ‌                            |
| بهترین فیلم انیمیشن     | منجمد                                        | منجمد                                        | منجمد                                              | N/A                                                 | منجمد                                      | منجمد                                      |
| بهترین نمره اصلی        | همه‌چیز از دست رفته‌است آلکس ایبرت             | همه‌چیز از دست رفته‌است آلکس ایبرت             | جاذبه ‌ استیون پرایس                                | N/A                                                 | جاذبه ‌ استیون پرایس                        | جاذبه ‌ استیون پرایس                        |
| بهترین ترانه اصلی       | "عشق عادی" ماندلا: راه طولانی به آزادی       | "عشق عادی" ماندلا: راه طولانی به آزادی       | "رهایش کن" منجمد                                   | N/A                                                 | N/A                                        | "رهایش کن" منجمد                           |
| بهترین فیلم خاری زبان   | زیبایی بزرگ                                  | زیبایی بزرگ                                  | زندگی ادل                                          | N/A                                                 | زیبایی بزرگ                                | زیبایی بزرگ                                |

## فیلم‌های ۲۰۱۳

### ژانویه–مارس
| افتتاح          | افتتاح | عنوان                                            | استودیو                                                                               | عوامل تولید | منبع   |
| --------------- | ------ | ------------------------------------------------ | ------------------------------------------------------------------------------------- | --- | ------ |
| J A N U A R Y   | ۴      | حقیقتی تلخ                                       | مگنولیا پیکچرز                                                                        | Damian Lee (کارگردان/فیلم‌نامه نویس)؛ اندی گارسیا، کیم کوتس، اوا لونگوریا، فارست ویتاکر، دبورا کارا آنگر، دوون بوستیک، ال ساپینزا، استیون باوئر، کوین دورند، Claudette Lali | [ ۲ ]  |
| J A N U A R Y   | ۴      | Table No. ۲۱                                     | ایروس                                                                                 | Aditya Datt (کارگردان)؛ Jimmy-sen (فیلم‌نامه)؛ تینا دسای، راجیو خاندلوال، پارش راوال | [ ۳ ]  |
| J A N U A R Y   | ۴      | اره‌برقی تگزاس سه‌بعدی                             | لاینزگیت                                                                              | John Luessenhop (کارگردان)؛ Kirsten Elms، آدام مارکوس، Debra Sullivan (فیلم‌نامه)؛ الکساندرا داداریو، Dan Yeager، Trey Songz، اسکات ایستوود، تانیا ریموند | [ ۴ ]  |
| J A N U A R Y   | ۴      | Crawlspace                                       | آی‌اف‌سی فیلمز                                                                          | Justin Dix (کارگردان)؛ Amber Clayton، Eddie Baroo، نیکولاس بل، | [ ۵ ]  |
| J A N U A R Y   | ۸      | استاد بزرگ ‌                                      | Block ۲ Pictures / Jet Tone Films                                                     | وونگ کار وای (کارگردان/فیلم‌نامه)؛ تونی لیانگ، جانگ زئی، سونگ هی-کیو، چانگ چن، ژائو بنشن، یوئن وو-پینگ، شیائوشن‌یانگ، کانگ لی، لو هوئی-پانگ، لیانگ سیو-لونگ، جولیان چیانگ، لو مانگ، برگ نگ | [ ۶ ]  |
| J A N U A R Y   | ۱۱     | خانه تسخیر شده ‌                                  | اوپن رود فیلمز                                                                        | Michael Tiddes (کارگردان)؛ مارلون وینز، Rick Alvarez (فیلم‌نامه)؛ Marlon Wayans، نیک اسواردسون، دیوید کوچنر، اسنس اتکینز، سدریک اینترتینر، آلانا اوباک، Jamie Noel | [ ۷ ]  |
| J A N U A R Y   | ۱۱     | جوخه گانگستر                                     | برادران وارنر / ویلیج رودشو پیکچرز                                                    | روبن فلیشر (کارگردان)؛ Will Beall (فیلم‌نامه)؛ رایان گاسلینگ، اما استون، شان پن، جاش برولین، رابرت پاتریک، مایکل پنیا، جووانی ریبیسی، آنتونی مکی، نیک نولتی، وید ویلیامز، میری انوس، سالیوان استیپلتون، فرانک گریلو | [ ۸ ]  |
| J A N U A R Y   | ۱۱     | بوفالوی هیجان‌زده ماترو                           | فاکس استار استودیوز                                                                   | ویشال بهاردواج (کارگردان/فیلم‌نامه)؛ Abhishek Chaubey (فیلم‌نامه)؛ عمران خان، انوشکا شرما، پانکاج کاپور، شبانه اعظمی، آریا بابار، عامر خان، اجی دیوگن | [ ۹ ]  |
| J A N U A R Y   | ۱۱     | رعد و برق خورده                                  | Tribeca Film                                                                          | Brian Dannelly (کارگردان)؛ کریس کولفر (فیلم‌نامه)؛ کریس کولفر، آلیسون جانی، کریستینا هندریکس، سارا هایلند، کارتر جنکینس، برد ویلیام هنکه، ربل ویلسون، آنجلا کینزی، پالی برگن، درموت مالرونی، الی گرانت، اشلی ریچاردز، رابی امل، Charlie Finn، مت پروکوپ، Adam Kolkin | [ ۱۰ ] |
| J A N U A R Y   | ۱۱     | قانون‌شکنان بیتاون                                | Phase ۴ Films                                                                         | Barry Battles (کارگردان)؛ آندره بروگر، کلین کرافورد، دنیل کادمور، تراویس فیمل، اوا لونگوریا، پل وسلی، بیلی باب تورنتون | [ ۱۱ ] |
| J A N U A R Y   | ۱۱     | Freeloaders                                      | Myriad Pictures                                                                       | Dan Rosen (کارگردان)؛ جی چاندراسکار، Kevin Heffernan، Steve Lemme، Paul Soter، Erik Stolhanske | [ ۱۲ ] |
| J A N U A R Y   | ۱۱     | رعد و برق خورده                                  | جشنواره فیلم ترایبکا                                                                  | Brian Dannelly (کارگردان)؛ کریس کولفر، آلیسون جانی، کریستینا هندریکس، سارا هایلند، کارتر جنکینس، برد ویلیام هنکه، ربل ویلسون، آنجلا کینزی، پالی برگن، درموت مالرونی | [ ۱۳ ] |
| J A N U A R Y   | ۱۱     | Horrid Henry: The Movie                          | Phase ۴ Films                                                                         | نیک مور (کارگردان)؛ Lucinda Whiteley (فیلم‌نامه)؛ Theo Stevenson، ریچارد ای گرانت، پارمیندر ناگرا، کیمبرلی ولش، Mathew Horne، شیوون هیز، Dick and Dom، Noel Fielding، جو برند، آنجلیکا هیوستون، | [ ۱۴ ] |
| J A N U A R Y   | ۱۷     | هانسل و گرتل: شکارچیان جادوگر                    | پارامونت پیکچرز / مترو گلدوین مایر / MTV Films / گری سانچز پروداکشنز                  | تومی ویرکولا (کارگردان/فیلم‌نامه)؛ Dante Harper (فیلم‌نامه)؛ جرمی رنر، جما آرترتون، زویی بل، فامکه یانسن، پیتر استورماره، اینگری بولسه بردال، درک میرس، توماس من، پیلا ویتالا، رابین اتکین داونز، رینر بوک، مونیک گاندرتون، یوانا کولیگ | [ ۱۵ ] |
| J A N U A R Y   | ۱۸     | شهر ویران                                        | فاکس قرن بیستم / ریجنسی انترتینمنت                                                    | برادران هیوز (کارگردان)؛ Brian Tucker (فیلم‌نامه)؛ مارک والبرگ، راسل کرو، کاترین زیتا جونز، بری پپر، کایل چندلر، ناتالی مارتینز، جاستین چیمبرز، الونا تال، جفری رایت، Catherine Kim Poon، جاستین چیمبرز، الونا تال، James Rawlings، جیمز رانسون، Judd Lormand | [ ۱۶ ] |
| J A N U A R Y   | ۱۸     | LUV                                              | Indomina Media                                                                        | Sheldon Candis (کارگردان/فیلم‌نامه)؛ کامن، دنیس هیزبرت، دنی گلاور، چارلز اس. داتون، مگان گود | [ ۱۷ ] |
| J A N U A R Y   | ۱۸     | ماما ‌                                            | یونیورسال استودیوز                                                                    | Andres Muschietti (کارگردان/فیلم‌نامه)؛ Neil Cross، Barbara Muschietti (فیلم‌نامه)؛ جسیکا چستین، نیکولای کاستر-والدو، دانیل کش، David Fox | [ ۱۸ ] |
| J A N U A R Y   | ۱۸     | مأمور زخمی                                       | Anchor Bay Films                                                                      | Brian A Miller (کارگردان)؛ John Chase (فیلم‌نامه)؛ استیون درف، دامینیک پرسل، دیوید بورناز، سولجا بوی، استیون لانگ، جیمز وودز، والتون گوگینس، تامی فلاناگان، اولگ تاکتاروف، جانی مسنر | [ ۱۹ ] |
| J A N U A R Y   | ۱۸     | آخرین مقاومت ‌                                    | لاینزگیت                                                                              | کیم جی-وون (کارگردان)؛ Andrew Knauer، Jeffrey Nachmanoff (فیلم‌نامه)؛ آرنولد شوارتزنگر، فارست ویتاکر، پیتر استورماره، جیمی الکساندر، رودریگو سانتورو، زک گیلفورد، جانی ناکسویل، هری دین استنتون، لوئیس گازمن، جنسیس رودریگز، دنیل هنی | [ ۲۰ ] |
| J A N U A R Y   | ۲۵     | John Dies at the End                             | مگنولیا پیکچرز                                                                        | دان کاسکارلی (کارگردان/فیلم‌نامه)؛ Chase Williamson راب مایز پل جیاماتی، کلنسی براون، گلین ترمن، داگ جونز، دانیال روبوک، جیمی وانگ، آنگوس اسکریم Fabiane Therese | [ ۲۱ ] |
| J A N U A R Y   | ۲۵     | چاقوکشی                                          | آی‌اف‌سی فیلمز                                                                          | Bill Guttentag (کارگردان/فیلم‌نامه)؛ Chris Lehane (فیلم‌نامه)؛ راب لو، کری-ان ماس، جمی چانگ، ریچارد شیف، اریک مک‌کورمک، جولی بوون، جنیفر موریسون، آماندا کرو، سافرون باروز، شرلی منسن، Davey Havok | [ ۲۲ ] |
| J A N U A R Y   | ۲۵     | فیلم ۴۳                                          | رلتیویتی مدیا                                                                         | Patrik Forsberg (کارگردان/فیلم‌نامه)؛ الیزابت بنکس، استیون بریل، Steve Carr، Rusty Cundieff، James Duffy، گریفین دان، پیتر فارلی، جیمز گان، باب ادنکیرک، برت رتنر، Jonathan van Tulleken (کارگردانs)؛ Steve Baker، Will Carlough، Matt Portenoy، Greg Pritikin، Rocky Russo، Jeremy Sosenko، Elizabeth Wright Shapiro (فیلم‌نامه)؛ هیو جکمن، اما استون، جرارد باتلر، کلویی گریس مورتس، الیزابت بنکس، کریستن بل، نائومی واتس، آنا فاریس، کریس پرت، کیت وینسلت، جاش دوهامل، ریچارد گی‌یر، اوما تورمن، هلی بری، پاتریک واربرتون، کریستوفر مینتز-پلاسه، لیو شرایبر، شان ویلیام اسکات، جیسون سودیکیس، کیت باسورث، بابی کاناوله، جاستین لانگ، جی. بی اسموو، کیرن کالکین، لسلی بیب، ترنس هاوارد، جک مک‌بریر، تونی شالهوب، مت والش، استیون مرچنت، جیمی بنت، امیلی آلین لیند، جرملی آلن وایت | [ ۲۳ ] |
| J A N U A R Y   | ۲۵     | پارکر ‌                                           | FilmDistrict                                                                          | تیلور هاکفورد (کارگردان)؛ John McLaughlin (فیلم‌نامه)؛ جیسون استاتهام، جنیفر لوپز، بابی کاناوله، کلیفتن کلینز جونیور، وندل پیرس، مایکل چکلیس، نیک نولتی، سالا بیکر | [ ۲۴ ] |
| J A N U A R Y   | ۲۵     | مسابقه ۲                                         | صنایع تیپس                                                                            | عباس-موستان (کارگردان)؛ Shiraz Ahmed (فیلم‌نامه)؛ آنیل کاپور، سیف علی خان، دیپیکا پادوکونه، جان آبراهام، ژاکلین فرناندز، آمیشا پاتل، Rajesh Khattar، بیپاشا باسو | [ ۲۵ ] |
| J A N U A R Y   | ۲۵     | Television                                       | Chabial                                                                               | Mostofa Sarwar Farooki (کارگردان)؛ Anisul Haque (فیلم‌نامه)؛ Chanchal Chowdhury، Shahir Kazi Huda، Mosharraf Karim، Iman Lee، Nusrat Imroz Tisha | [ ۲۶ ] |
| J A N U A R Y   | ۲۵     | مردمان شادمان: یک سال در تایگا                   |                                                                                       | Dmitry Vasyukov، ورنر هرتسوک (کارگردانs) | [ ۲۷ ] |
| J A N U A R Y   | ۲۵     | The Taste of Money                               | آی‌اف‌سی فیلمز                                                                          | ایم سانگ-سو (کارگردان)؛ کیم کانگ-وو، یون یو-جونگ، Kim Hyo-jin، بائک یون سیک | [ ۲۸ ] |
| J A N U A R Y   | ۲۵     | Supporting Characters                            | Tribeca Film                                                                          | Daniel Schechter؛ الکس کارپوفسکی، Tarik Lowe، ملونی دیاز، آریل کبل، Sophia Takal | [ ۲۹ ] |
| J A N U A R Y   | ۲۵     | Yossi                                            | Strand Releasing                                                                      | ایتان فاکس (کارگردان)؛ Ohad Knoller، Oz Zehavi، لیور اشکنازی، Orly Silbersatz Banai | [ ۳۰ ] |
| J A N U A R Y   | ۳۰     | برای شانس نگهش‌دار                                | آی‌اف‌سی فیلمز                                                                          | الکس دل‌ایگلسیا (کارگردان)؛ خوزه موتا، سلما هایک | [ ۳۱ ] |
| F E B R U A R Y | ۱      | گلوله به سر                                      | برادران وارنر / دارک کسل اینترتینمنت                                                  | والتر هیل (کارگردان/فیلم‌نامه)؛ آلساندرو کامن (فیلم‌نامه)؛ سیلوستر استالونه، سانگ کانگ، سارا شاهی، آدواله آکینویه آگباجه، کریستین اسلیتر، جیسون موموآ، جاون سدا، برایان وان هالت، هولت مک‌کالانی | [ ۳۲ ] |
| F E B R U A R Y | ۱      | Sound City                                       | Therapy استودیوs                                                                      | دیو گرول (کارگردان)؛ Mark Monroe (فیلم‌نامه) | [ ۳۳ ] |
| F E B R U A R Y | ۱      | رفقای استوار                                     | لاینزگیت / لیک‌شور انترتینمنت / Sidney Kimmel Entertainment                            | فیشر استیونس (کارگردان)؛ Noah Haidle (فیلم‌نامه)؛ آل پاچینو، کریستوفر واکن، جولیانا مارگولیس، مارک مارگولیس، آلن آرکین، بیل بر | [ ۳۴ ] |
| F E B R U A R Y | ۱      | The Haunting in Connecticut ۲: Ghosts of Georgia | لاینزگیت                                                                              | Tom Elkins (کارگردان)؛ Dave Coggeshall (فیلم‌نامه)؛ چاد مایکل موری، ابیگیل اسپنسر، کتی سکف، سیسیلی تایسون، امیلی آلین لیند | [ ۳۵ ] |
| F E B R U A R Y | ۱      | بدن‌های گرم ‌                                      | سامیت انترتینمنت / مندویل فیلمز                                                       | جاناتان لوین (کارگردان/فیلم‌نامه)؛ نیکلاس هولت، ترزا پالمر، راب کوردری، جان مالکوویچ، آنالی تیپتن، دیو فرانکو، کوری هاردریکت | [ ۳۶ ] |
| F E B R U A R Y | ۸      | A Glimpse Inside the Mind of Charles Swan III    | ای ۲۴                                                                                 | رومن کوپولا (کارگردان/فیلم‌نامه)؛ چارلی شین، جیسون شوارتزمن، بیل مری، کاترین وینیک، پاتریشا آرکت، آبری پلازا، مری الیزابت وینستد | [ ۳۷ ] |
| F E B R U A R Y | ۸      | من آن را یک سال می‌دهم                            | وورکینگ تایتل فیلمز                                                                   | دن مازر (کارگردان/فیلم‌نامه)؛ رز بیرن، آنا فاریس، ریف اسپال، سیمون بیکر، مینی درایور، استیون مرچنت | [ ۳۸ ] |
| F E B R U A R Y | ۸      | دزد هویت                                         | یونیورسال استودیوز                                                                    | ست گوردون (کارگردان)؛ Steve Conrad، کریگ مازن (فیلم‌نامه)؛ جیسون بیتمن، ملیسا مک‌کارتی، آماندا پیت، جان چو، کلارک دوک، Maggie Elizabeth Jones، Mary-Charles Jones، جان فاورو، جنسیس رودریگز، اریک استون استریت، تی.آی.، بن فالکون، موریس چسنات، Justin Wheelon | [ ۳۹ ] |
| F E B R U A R Y | ۸      | عوارض جانبی ‌                                     | اوپن رود فیلمز                                                                        | استیون سودربرگ (کارگردان)؛ اسکات زد. برنس (فیلم‌نامه)؛ رونی مارا، جود لا، چنینگ تیتوم، کاترین زیتا جونز، وینسا شا، دیوید کاستابیل | [ ۴۰ ] |
| F E B R U A R Y | ۸      | استثنائی ۲۶                                      | Viacom ۱۸ Motion Pictures                                                             | نیراج پاندی (کارگردان/فیلم‌نامه)؛ آکشی کومار، کجال آگاروال، انوپم کهیر، جیمی شرگیل، دیویا دوتا، مانوج باجپایی، Kharaj Mukherjee، Rajesh Sharma، کیشور کادام، Deepraj Rana | [ ۴۱ ] |
| F E B R U A R Y | ۸      | تاپ گان                                          | پارامونت پیکچرز                                                                       | تونی اسکات (کارگردان)؛ Jim Cash، Jack Epps Jr. (فیلم‌نامه)؛ تام کروز، کلی مک‌گیلس، وال کیلمر، جیمز تولکان، تام اسکریت، ریک روسویچ، مایکل ایرون ساید، جان استاکول، تیم رابینز، ویپ هوبلی، Barry Tubb، David Patterson، ادریان کیوان پاسدار، کلارنس گیلیارد، Duke Stroud، Linda Rae Jurgens | [ ۴۲ ] |
| F E B R U A R Y | ۱۰     | سفر به غرب: چیرگی بر ارواح خبیث                  | هوای برادرز / گروه فیلم چین                                                           | استیون چو، درک کووک (کارگردان)؛ هوانگ بو، شو کی، ون جانگ، شو لو، کریسی چائو | [ ۴۳ ] |
| F E B R U A R Y | ۱۴     | یک روز خوب برای جان‌سخت                           | فاکس قرن بیستم                                                                        | جان مور (کارگردان)؛ اسکیپ وودز (فیلم‌نامه)؛ بروس ویلیس، جای کورتنی، سباستیان کخ، یولیا اسنیگر، Radivoje Bukvić، کول هاسر، آمائوری نولاسکو، مری الیزابت وینستد | [ ۴۴ ] |
| F E B R U A R Y | ۱۴     | موجودات زیبا                                     | برادران وارنر / الکان انترتینمنت                                                      | ریچارد لاگراونیس (کارگردان/فیلم‌نامه)؛ وایولا دیویس، آلیس انگلرت، اما تامپسون، امی رسوم، جرمی آیرونز، آلدن ارنرایک، توماس مان، کایل گالنر | [ ۴۵ ] |
| F E B R U A R Y | ۱۴     | قتل ۳                                            | فاکس استار استودیوز                                                                   | Vishesh Bhatt (کارگردان/فیلم‌نامه)؛ راندیپ هودا، ادیتی رائو حیدری، سارا لورن | [ ۴۶ ] |
| F E B R U A R Y | ۱۴     | پناهگاه امن ‌                                     | رلتیویتی مدیا                                                                         | لاسه هالستروم (کارگردان)؛ Dana Stevens، لسلی بوهم (فیلم‌نامه)؛ جاش دوهامل، جولیان هاف، دیوید لیونز، کوبی اسمالدرز، Mimi Kirkland، Noah Lomax، Mike Pniewski | [ ۴۷ ] |
| F E B R U A R Y | ۱۵     | فرار از سیاره زمین                               | واینستین کمپانی / Rainmaker Entertainment                                             | Cal Brunker (کارگردان/فیلم‌نامه)؛ Bob Barlen (فیلم‌نامه)؛ برندن فریزر، راب کوردری، جسیکا آلبا، ویلیام شاتنر، سارا جسیکا پارکر، جین لینچ، سوفیا ورگارا، جرج لوپز، کریگ رابینسون | [ ۴۸ ] |
| F E B R U A R Y | ۲۲     | Bless Me، Ultima                                 | Arenas Entertainment                                                                  | کارل فرانکلین (کارگردان/فیلم‌نامه)؛ میریام کولون، بنیتو مارتینز، دولورس اردیا، Cástulo Guerra | [ ۴۹ ] |
| F E B R U A R Y | ۲۲     | آسمان تاریک                                      | دایمنشن فیلمز / آلیانس فیلمز / بلوم هاوس پروداکشنز                                    | Scott Charles Stewart (کارگردان/فیلم‌نامه)؛ کری راسل، جاش همیلتون، داکوتا گویو | [ ۵۰ ] |
| F E B R U A R Y | ۲۲     | کای پو چی!                                       | یوتی‌وی موشن پیکچرز                                                                    | آبیشک کاپور (کارگردان/فیلم‌نامه)؛ چتان بهجت (فیلم‌نامه)؛ سوشانت سینگ راجپوت، آمیت ساد، راجکومار رائو، آمریتا پوری، Ajay Jadeja | [ ۵۱ ] |
| F E B R U A R Y | ۲۲     | خبرچین                                           | سامیت انترتینمنت / Exclusive Media / رسانه پارتیکیپنت / Image Nation                  | Ric Roman Waugh (کارگردان/فیلم‌نامه)؛ Justin Haythe (فیلم‌نامه)؛ دواین جانسون، سوزان ساراندون، بنجامین برت، بری پپر | [ ۵۲ ] |
| F E B R U A R Y | ۲۲     | به سوی شگفتی                                     | مگنولیا پیکچرز                                                                        | ترنس مالیک (کارگردان/فیلم‌نامه)؛ بن افلک، اولگا کوریلنکو، ریچل مک‌آدامز، خاویر باردم، Charles Baker، Romina Mondello | [ ۵۳ ] |
| M A R C H       | ۱      | ۲۱ و بیشتر                                       | رلتیویتی مدیا / مندویل فیلمز / Virgin Produced                                        | جاون لوکاس، اسکات مور (کارگردان/فیلم‌نامه)؛ مایلز تلر، جاستین چون، اسکایلر آستین، سارا رایت، فرانسوا چاو، جاناتان کلتز، Daniel Booko، Dustin Ybarra | [ ۵۴ ] |
| M A R C H       | ۱      | من، من هستم                                      | ریلاینس انترتینمنت                                                                    | Kapil Sharma (کارگردان/فیلم‌نامه)؛ Shrishti Behl Arya (فیلم‌نامه)؛ جان آبراهام، پراچی دسای، چیترانگادا سینگ، زارینا وهاب، رایما سن | [ ۵۵ ] |
| M A R C H       | ۱      | جک غول‌کش ‌                                        | برادران وارنر / نیو لاین سینما / لجندری پیکچرز / اوریجینال فیلم / بد هت هری پروداکشنز | برایان سینگر (کارگردان)؛ Dan Studney، Darren Lemke، کریستوفر مک‌کوری (فیلم‌نامه)؛ نیکلاس هولت، النور تاملینسون، استنلی توچی، یوان مک‌گرگور، بیل نای، ایان مک‌شین، ادی مارسن، جان کسیر | [ ۵۶ ] |
| M A R C H       | ۱      | فانتوم ‌                                          | RCR Media Group                                                                       | Todd Robinson (کارگردان/فیلم‌نامه)؛ اد هریس، دیوید دوکاونی، ویلیام فیکنر، شان پاتریک فلانری | [ ۵۷ ] |
| M A R C H       | ۱      | سوخت‌رسان ‌                                        | فاکس سرچلایت پیکچرز                                                                   | پارک چان-ووک (کارگردان)؛ ونتورت میلر (فیلم‌نامه)؛ میا واشیکوفسکا، نیکول کیدمن، متیو گود، درموت مالرونی، جکی ویور، آلدن ارنرایک، لوکاس تیل | [ ۵۸ ] |
| M A R C H       | ۱      | حمله ۲۶/۱۱                                       | ایروس                                                                                 | رام گوپال وارما (کارگردان/فیلم‌نامه)؛ Rommel Rodrigues (فیلم‌نامه)؛ نانا پاتیکار، Sanjeev Jaiswal، آتول کولکارنی، Jitendra Joshi، Saad Orhaan، Ashish Bhatt، Ganesh Yadav، Farzad Jehani | [ ۵۹ ] |
| M A R C H       | ۱      | The Last Exorcism Part II                        | سی‌بی‌اس فیلمز                                                                          | Ed Gass-Donnelly (کارگردان/فیلم‌نامه)؛ Damien Chazelle (فیلم‌نامه)؛ اشلی بل، اسپنسر تریت کلارک، موس واتسون، لوئیس هرتوم، Judd Lormand | [ ۶۰ ] |
| M A R C H       | ۸      | مردی رو به زوال                                  | FilmDistrict                                                                          | نیلز آردن اوپلو (کارگردان)؛ جی.اچ. وایمن (فیلم‌نامه)؛ کالین فارل، نومی راپاس، دومینیک کوپر، ترنس هاوارد، وید برت | [ ۶۱ ] |
| M A R C H       | ۸      | امپراتور ‌                                        | لاینزگیت / رودساید اترکشنز                                                            | پیتر وبر (کارگردان)؛ Vera Blasi David Klass (فیلم‌نامه)؛ متیو فاکس، تامی لی جونز، اریکو هاتسونه، توشی‌یوکی نیشیدا | [ ۶۲ ] |
| M A R C H       | ۸      | خیلی هیجان‌زده‌ام ‌                                 | El Deseo                                                                              | پدرو آلمودوار (کارگردان/فیلم‌نامه)؛ خاویر کامارا، سیسیلیا روت، لولا دوئنیاس، رائول آره‌بالو، میگل آنخل سیلوستره، اوگو سیلبا، Guillermo Toledo، بلانکا سوآرس، آنتونیو باندراس، پنه‌لوپه کروز، پاز وگا، کارمن ماچی | [ ۶۳ ] |
| M A R C H       | ۸      | از بزرگ و قدرتمند                                | والت دیزنی پیکچرز / جو روث                                                            | سم ریمی (کارگردان)؛ دیوید لیندسی-آبیر، Mitchell Kapner (فیلم‌نامه)؛ جیمز فرانکو، میلا کونیس، میشل ویلیامز، ریچل وایس، جوئی کینگ، زک برف، بروس کمپبل، ابیگیل اسپنسر، آنتونی کاکس، بیل کوبس | [ ۶۴ ] |
| M A R C H       | ۱۴     | ایزدبانو ‌                                        | The Film Company                                                                      | Mark Lamprell (کارگردان/فیلم‌نامه)؛ Joanna Weinberg (فیلم‌نامه)؛ مگدا زوبانسکی، رونان کیتینگ، لورا میشل کلی، داستین کلر، هوگو جانستون-برت، Corinne Grant، پیا میراندا، Natalie Tran | [ ۶۵ ] |
| M A R C H       | ۱۵     | تعطیلات بهاری                                    | ای ۲۴                                                                                 | هارمونی کورین (کارگردان/فیلم‌نامه)؛ جیمز فرانکو، سلنا گومز، ونسا هاجنز، اشلی بنسون، ریچل کورین، هثر موریس، گوچی مان | [ ۶۶ ] |
| M A R C H       | ۱۵     | تماس ‌                                            | ترایستار پیکچرز                                                                       | برد اندرسون (کارگردان)؛ Richard D'Ovidio (فیلم‌نامه)؛ ابیگیل برسلین، هلی بری، موریس چسنات، مایکل اکلند، مایکل امپریولی، دیوید اتانگا | [ ۶۷ ] |
| M A R C H       | ۱۵     | برت واندراستون باورنکردنی                        | برادران وارنر / نیو لاین سینما                                                        | دن اسکاردینو (کارگردان)؛ Chad Kultgen، جان فرانسیس دالی، جاناتان گلداستاین (فیلم‌نامه)؛ استیو کارل، جیم کری، استیو بوشمی، اولیویا وایلد، جیمز گاندولفینی، آلن آرکین، جیلیان جیکوبز، زکری گوردون، براد گرت، جی مهر، دیوید کاپرفیلد | [ ۶۸ ] |
| M A R C H       | ۱۵     | Welcome to the Punch                             | آی‌اف‌سی فیلمز                                                                          | Eran Creevy (کارگردان/فیلم‌نامه)؛ جیمز مک‌آووی، مارک استرانگ، آندره‌آ ریسبرو، الیس گابل، پیتر مولان، دیوید موریسی، دنیل میز، جانی هریس، Dannielle Brent، جیسون فلمینگ | [ ۶۹ ] |
| M A R C H       | ۲۲     | پذیرش ‌                                           | فوکس فیچرز                                                                            | پال وایتز (کارگردان/فیلم‌نامه)؛ Karen Croner (فیلم‌نامه)؛ تینا فی، پل راد، مایکل شین، گلوریا روبن، والاس شاون، لی‌لی تاملین | [ ۷۰ ] |
| M A R C H       | ۲۲     | کمدی نامناسب                                     | Freestyle Releasing                                                                   | Vince Offer (کارگردان/فیلم‌نامه نویس)؛ Ari Shaffir، Ken Pringle (فیلم‌نامه)؛ راب اشنایدر، میشل رودریگز، آدرین برودی، لیندزی لوهان | [ ۷۱ ] |
| M A R C H       | ۲۲     | Love and Honor                                   | آی‌اف‌سی فیلمز                                                                          | Danny Mooney (کارگردان)؛ Jim Burnstein، Garrett K. Schiff (فیلم‌نامه)؛ لیام همسورث، ایمی تیگاردن، ترزا پالمر، آستین استول | [ ۷۲ ] |
| M A R C H       | ۲۲     | المپیوس سقوط کرده‌است                             | FilmDistrict                                                                          | آنتوان فوکوآ (کارگردان)؛ Creighton Rothenburger، Katrin Benedikt (فیلم‌نامه)؛ جرارد باتلر، آرون اکهارت، مورگان فریمن، ریک یان، دیلان مک‌درموت، آنجلا باست، رادا میشل، رابرت فورستر، اشلی جاد، ملیسا لیو | [ ۷۳ ] |
| M A R C H       | ۲۲     | خانواده کرودها                                   | فاکس قرن بیستم / دریم‌ورکس انیمیشن                                                     | کریس سندرز، کیرک دمیکو (کارگردانs/فیلم‌نامه)؛ نیکلاس کیج، رایان رینولدز، اما استون، کاترین کینر، کلارک دوک، کلوریس لیچمن | [ ۷۴ ] |
| M A R C H       | ۲۷     | جی. آی. جو: تلافی                                | پارامونت پیکچرز / مترو گلدوین مایر / اسکای‌دنس مدیا / Hasbro استودیوs                  | جان ام. چو (کارگردان)؛ Rhett Reese، پال ورنیک (فیلم‌نامه)؛ چنینگ تیتوم، ری پارک، دواین جانسون، بروس ویلیس، آلودی یونگ، دی. جی. کوترانا، آدریان پالیکی، ری استیونسون، لی بیونگ-هان، جاناتان پرایس، رزا، والتون گوگینس، جوزف مازلو، DeRay Davis، رابرت بیکر، آرنولد وسلو، لوک بریسی | [ ۷۵ ] |
| M A R C H       | ۲۷     | خلسه ‌                                            | فاکس سرچلایت پیکچرز                                                                   | دنی بویل (کارگردان)؛ جان هاج، جو آهرن (فیلم‌نامه)؛ جیمز مک‌آووی، ونسان کسل، رزاریو داوسون، تاپنس میدلتون، Lee Nicholas Harris | [ ۷۶ ] |
| M A R C H       | ۲۹     | مرد شجاع                                         | یوتی‌وی موشن پیکچرز                                                                    | ساجد خان (کارگردان/فیلم‌نامه)؛ اجی دیوگن، تمنا باتیا، پارش راوال، آدهیان سومان، زارینا وهاب، لینا جومانی، سوروین چاولا، آمروتا خانویلکار، Sayantani Ghosh، Mona Thiba، Dheer Charan Srivastav | [ ۷۷ ] |
| M A R C H       | ۲۹     | Temptation: Confessions of a Marriage Counselor  | لاینزگیت / استودیوهای تایلر پری                                                       | تایلر پری (کارگردان/فیلم‌نامه)؛ جرنی اسمالت، لنس گروس، روبی جونز، ونسا ال. ویلیامز، کیم کارداشیان، برندی نروود، الا جویس | [ ۷۸ ] |
| M A R C H       | ۲۹     | میزبان ‌                                          | اوپن رود فیلمز                                                                        | اندرو نیکول (کارگردان/فیلم‌نامه)؛ سیرشا رونان، مکس آیرونز، جیک ایبل، دیانه کروگر، ویلیام هرت، فرانسیس فیشر | [ ۷۹ ] |
| M A R C H       | ۲۹     | مکانی آن سوی کاج‌ها                               | فوکس فیچرز / Sidney Kimmel Entertainment                                              | درک سیانفرنس (کارگردان/فیلم‌نامه)؛ Ben Coccio، Darius Marder (فیلم‌نامه)؛ رایان گاسلینگ، بردلی کوپر، رز بیرن، اوا مندس، ری لیوتا، بروس گرینوود، بن مندلسون، دین دی‌هان | [ ۸۰ ] |
| M A R C H       | ۲۹     | نادرست ‌                                          | درفت‌هاوس فیلمز                                                                        | موسیو وزو (کارگردان/فیلم‌نامه)؛ جک پلاتنیک، اریک ژودور، آلکسیس دزینا، استیو لیتل، ویلیام فیکنر، ریگان برنس، آردن میرین، میل فلاناگان، گری والنتین | [ ۸۱ ] |
| M A R C H       | ۳۰     | Dragon Ball Z: Battle of Gods                    | شرکت توئی                                                                             | Masahiro Hosoda (کارگردان)، Yūsuke Watanabe (فیلم‌نامه)؛ ماساکو نوزاوا، Ryō Horikawa، Toshio Furukawa، مایومی تاناکا، تورو فورویا، Hikaru Midorikawa، Takeshi Kusao، Naoko Watanabe، Naoki Tatsuta، Masaharu Satō، هیرومی تسورو، میکی ایتو، Unshō Ishizuka، Kōzō Shioya، یکو میناگوچی، آیا هیرانو، Shigeru Chiba، Kenji Utsumi، Jōji Yanami، Ryūzaburō Ōtomo، ایکو یامادا، Tesshō Genda |        |

### آوریل–ژوئن
| افتتاح    | افتتاح | عنوان                           | استودیو                                                                                       | عوامل تولید | منبع    |
| --------- | ------ | ------------------------------- | --------------------------------------------------------------------------------------------- | --- | ------- |
| A P R I L | ۵      | پادشاه ‌                         | Parameswara Art Productions                                                                   | سرینو وایتلا (کارگردان/فیلم‌نامه)؛ ان.تی راما رائو جونیور، کجال آگاروال، موکش ریشی، سوریا، کلی دروجی، Pradeep Rawat، Nassar، اشیش ویدیارتی، سایاجی شینده، Brahmanandam، M. S. Narayana، Thagubothu Ramesh، Vennela Kishore، Chandra Mohan، سوهاسینی مانیراتنام، Ajay، Pragathi، سیدارت نارایان، ناودیپ، Meenakshi Dixit     | [ ۸۲ ]  |
| A P R I L | ۵      | مرده شریر ‌                      | ترایستار پیکچرز / FilmDistrict / Ghost House Pictures                                         | فده آلوارز (کارگردان/فیلم‌نامه)؛ Rodo Sayagues، دیابلو کودی (فیلم‌نامه)؛ جین لوی، شایلو فرناندز، لو تیلور پاچی، جسیکا لوکاس، Elizabeth Blackmore | [ ۸۳ ]  |
| A P R I L | ۵      | پارک ژوراسیک ‌                   | یونیورسال استودیوز                                                                            | استیون اسپیلبرگ (کارگردان)؛ مایکل کرایتون، دیوید کپ (فیلم‌نامه)؛ سام نیل، لورا درن، جف گلدبلوم، ریچارد اتنبرا، باب پک، مارتین فررو، جوزف مازلو، آریانا ریچاردز، ساموئل ال. جکسون، بی‌دی ونگ، وین نایت | [ ۸۴ ]  |
| A P R I L | ۵      | Settai                          | یوتی‌وی موشن پیکچرز                                                                            | R. Kannan (کارگردان/فیلم‌نامه)؛ G. Dhananjayan، John Mahendran (فیلم‌نامه)؛ آریا، آنجلی، هانیسکا موتوانی، Premji Amaren، سانتانام، Nassar، Ali، سایاجی شینده، Subbu Panchu Arunachalam، نیتو چاندرا | [ ۸۵ ]  |
| A P R I L | ۵      | قوری برنجی                      | مگنولیا پیکچرز                                                                                | Ramaa Mosley (کارگردان)؛ Tim Macy (فیلم‌نامه)؛ جونو تیمپل، مایکل آنگارانو، الکسیز بلدل، عالیه شوکت، بابی موینیهان، بن راپاپورت، بیلی مگنوسن | [ ۸۶ ]  |
| A P R I L | ۵      | رنگ سرچشمه                      | ERBP                                                                                          | شین کاروث (کارگردان/فیلم‌نامه)؛ شین کاروث، ایمی سایمتز، Andrew Sensenig، Thiago Martins، Frank Mosley، Meredith Burke، Myles McGee، Kathy Carruth، Carolyn King | [ ۸۷ ]  |
| A P R I L | ۱۰     | Fists of Legend                 | Cinema Service                                                                                | Kang Woo-suk (کارگردان)؛ Jang Min-seok (فیلم‌نامه)؛ هوانگ جونگ-مین، یو جون-سانگ، یون جه-مون، لی یو وون، جانگ وونگ-این، Kwon Hyun-sang | [ ۸۸ ]  |
| A P R I L | ۱۰     | فراموشی ‌                        | یونیورسال استودیوز                                                                            | جوزف کوشینسکی (کارگردان)؛ ویلیام موناهان، مایکل آرندت، Karl Gajdusek (فیلم‌نامه)؛ تام کروز، اولگا کوریلنکو، آندره‌آ ریسبرو، مورگان فریمن، نیکولای کاستر-والدو، ملیسا لیو، زویی بل | [ ۸۹ ]  |
| A P R I L | ۱۲     | ۴۲ ‌                             | برادران وارنر / لجندری پیکچرز                                                                 | برایان هالگلند (کارگردان/فیلم‌نامه)؛ هریسون فورد، چادویک بوزمن، کریستوفر ملونی، رایان مریمان، Andre Holland، Kelley Jakle، برد بیر، توبی هاس، تی آر نایت، آلن تودیک، همیش لینکلیتر، جان کریستوفر مک‌گینلی، لوکاس بلک، نیکول بهاری، C. J. Nitkowski، برت کالن                                                                 | [ ۹۰ ]  |
| A P R I L | ۱۲     | دیسکانکت ‌                       | LD Entertainment                                                                              | Henry Alex-Rubin (کارگردان)؛ Andrew Stern (فیلم‌نامه)؛ جیسون بیتمن، هوپ دیویس، فرانک گریلو، مایکل نیکویست، پائولا پاتون، آندره‌آ ریسبرو، الکساندر اسکارشگرد، مکس تیریوت، کالین فورد، جونا بوبو، هیلی رم | [ ۹۱ ]  |
| A P R I L | ۱۲     | It's a Disaster                 | Oscilloscope Laboratories                                                                     | Todd Berger (کارگردان/فیلم‌نامه)؛ ریچل بوستون، دیوید کراس، آمریکای فررا، جولیا استایلز، Jeff Grace، Erinn Hayes، Kevin M. Brennan، Blaise Miller | [ ۹۲ ]  |
| A P R I L | ۱۲     | فیلم ترسناک ۵                   | دایمنشن فیلمز                                                                                 | مالکوم دی. لی (کارگردان/فیلم‌نامه)؛ دیوید زاکر، پت پرافت (فیلم‌نامه)؛ اشلی تیزدیل، سایمون رکس، لیندزی لوهان، چارلی شین، تری کروس، کت ویلیامز، کیت والش، مالی شنون، دارل هموند، هتر لاکلیر، اریکا اش، جری اوکانل، تایلر پوزی، سارا هایلند، بو بو، کاترینا بودن، مایک تایسون، اسنوپ داگ، مک میلر، آشر                          | [ ۹۳ ]  |
| A P R I L | ۱۸     | Java Heat                       | آی‌اف‌سی فیلمز                                                                                  | Conor Allyn (کارگردان)؛ Rob Allyn (فیلم‌نامه)؛ کلان لاتز، میکی رورک، Atiqah Hasiholan، Ario Bayu، Uli Auliani، Nick McKinless، Mike Muliadro، Mike Duncan، Rio Dewanto، Brent Duke | [ ۹۴ ]  |
| A P R I L | ۱۹     | Home Run                        | ساموئل گلدوین فیلمز / Provident Films                                                         | دیوید بوید (کارگردان)؛ Brian Brightly، Candace Lee، Eric Newman، Melanie Wistar (فیلم‌نامه)؛ Scott Elrod، Dorian Brown، ویویکا ای فاکس، Charles Henry Wyson | [ ۹۵ ]  |
| A P R I L | ۱۹     | The Lords of Salem              | Anchor Bay Films                                                                              | راب زامبی (کارگردان/فیلم‌نامه نویس)؛ شری مون زامبی، بروس دیویسن، جف دانیل فیلیپس، مگ فاستر، سید هیگ، لیسا مری | [ ۹۶ ]  |
| A P R I L | ۲۴     | به هر قیمتی ‌                    | سونی پیکچرز کلاسیکس                                                                           | رامین بحرانی (کارگردان/فیلم‌نامه)؛ زک افران، دنیس کواید، هدر گراهام، کلنسی براون، چلسی راس، کیم دیکنز، رد وست، Ben Marten، مایکا مونرو، Sophie Curtis | [ ۹۷ ]  |
| A P R I L | ۲۴     | مرد آهنی ۳                      | مارول استودیوز / پارامونت پیکچرز                                                              | شین بلک (کارگردان/فیلم‌نامه)؛ درو پی‌یرس (فیلم‌نامه)؛ رابرت داونی جونیور، بن کینگزلی، دان چیدل، گوئینت پالترو، گای پیرس، جیمز بج دیل، اشلی همیلتون، ربکا هال، جان فاورو، پل بتانی، استفانی اسزوستاک، ویلیام سدلر | [ ۹۸ ]  |
| A P R I L | ۲۶     | آرتور نیومن                     | Cinedigm Entertainment                                                                        | Dante Ariola (کارگردان) Becky Johnston (فیلم‌نامه)؛ کالین فرث، امیلی بلانت، آن هیش، استرلینگ بومان، دیوید اندروز، پیتر جوراسیک، Lucas Hedges، Steve Coulter، Michael Beasley، Nicole LaLiberte، Autumn Dial | [ ۹۹ ]  |
| A P R I L | ۲۶     | ماد ‌                            | لاینزگیت / رودساید اترکشنز                                                                    | جف نیکولز (کارگردان/فیلم‌نامه)؛ متیو مک‌کانهی، ریس ویترسپون، مایکل شنون، سارا پلسون، سام شپارد، Stuart Greer، جو دان بیکر، پاول اسپارکس، ری مک‌کینون، Tye Sheridan، Jacob Lofland، Michael Abbott Jr. | [ ۱۰۰ ] |
| A P R I L | ۲۶     | رنج و گنج                       | پارامونت پیکچرز                                                                               | مایکل بی (کارگردان)؛ کریستوفر مارکوس و استیون مک‌فیلی، کریستوفر مارکوس و استیون مک‌فیلی، Scott Rosenberg (فیلم‌نامه)؛ مارک والبرگ، دواین جانسون، اد هریس، کن جیونگ، آنتونی مکی، تونی شالهوب، ربل ویلسون، راب کوردری | [ ۱۰۱ ] |
| A P R I L | ۲۶     | So Young                        | گروه فیلم چین                                                                                 | ژائو وی (کارگردان)؛ Li Qiang (فیلم‌نامه)؛ Mark Chao، Tong Liya، Han Geng، Pan Hong، Yang Lan، Han Hong، Yang Zishan، Jiang Shuying، Bao Beier، Zheng Kai، Zhang Yao، Liu Yase، Wang Jiajia، Huang Ming | [ ۱۰۲ ] |
| A P R I L | ۲۶     | عروسی بزرگ                      | لاینزگیت / Millennium Films                                                                   | Justin Zackham (کارگردان/فیلم‌نامه)؛ رابرت دنیرو، کاترین هیگل، داین کیتن، آماندا سایفرد، توفر گریس، بن بارنز، کریستین ابرسول، سوزان ساراندون، رابین ویلیامز | [ ۱۰۳ ] |
| A P R I L | ۲۶     | نگاه عشق                        | Film۴ Productions                                                                             | مایکل وینترباتم (کارگردان) Matt Greenhalgh (فیلم‌نامه)؛ استیو کوگان، ایموجن پوتس، آنا فریل، تامسین اجرتون، دیوید ویلیامز، کریس آدیسون، شرلی هندرسون، جیمز لانس، Paul Popplewell، سارا سلیمانی، ورا فیلاتووا، متیو بیرد، سیمون برد، کیرن اوبراین، مت لوکاس، استیون فرای، مایلز جاپ، پیتر وایت، Liam Boyle                    | [ ۱۰۴ ] |
| M A Y     | ۳      | فیلم ناطق بمبئی                 | Viacom ۱۸ Motion Pictures                                                                     | آنورانگ کاشیاپ، کاران جوهر، زویا اختر، دیباکار بانرجی (کارگردان)؛ آمیتاب باچان، رانی موکرجی، نوازالدین صدیقی، راندیپ هودا، ساغیب سالم، Vineet Kumar، Sadashiv Amrapurkar، کاترینا کایف | [ ۱۰۵ ] |
| M A Y     | ۳      | سلام از تیم باکلی               | Focus World                                                                                   | Daniel Algrant (کارگردان/فیلم‌نامه)؛ Emma Sheanshang، David Brendel (فیلم‌نامه)؛ پن بدجلی، بن روزنفیلد، ایموجن پوتس، فرانک وود، نوربرت لئو بوتس، Frank Bello، ویلیام سدلر، کیت نش | [ ۱۰۶ ] |
| M A Y     | ۳      | Kiss of the Damned              | مگنولیا پیکچرز                                                                                | الکساندر کاساوتیس (کارگردان/فیلم‌نامه)؛ میلو ونتیمیگلیا، ژوزفین دو لا بوم، روکسان مسکیدا، آنا موگلالیس | [ ۱۰۷ ] |
| M A Y     | ۳      | تیراندازی در وادالا             | Balaji Motion Pictures                                                                        | سانجی گوپتا (کارگردان/فیلم‌نامه)؛ Sanjay Bhatia، Abhijit Deshpand (فیلم‌نامه)؛ جان آبراهام، آنیل کاپور، رونیت روی، مانوج باجپایی، کانگانا رانوت | [ ۱۰۸ ] |
| M A Y     | ۳      | آیسمن ‌                          | Millennium Entertainment                                                                      | آریل ورومن (کارگردان/فیلم‌نامه)؛ Morgan Land (فیلم‌نامه)، مایکل شنون، وینونا رایدر، کریس ایوانز، ری لیوتا، جیمز فرانکو، دیوید شویمر، استیون درف، ارین کامینگز، رابرت داوی | [ ۱۰۹ ] |
| M A Y     | ۳      | آنچه میسی می‌دانست ‌              | Millennium Entertainment                                                                      | Scott McGehee، David Siegel (کارگردان)؛ Nancy Doyne، Carroll Cartwright (فیلم‌نامه)؛ جولیان مور، استیو کوگان، الکساندر اسکارشگرد، جوانا وندرهم، Onata آوریلe | [ ۱۱۰ ] |
| M A Y     | ۹      | پیشتازان فضا به‌سوی تاریکی       | پارامونت پیکچرز / اسکای‌دنس مدیا / بد روبات                                                    | جی. جی. آبرامز (کارگردان)؛ روبرتو ارسی، الکس کورتزمن، دیمون لیندلوف (فیلم‌نامه)؛ کریس پاین، زکری کینتو، بندیکت کامبربچ، سایمون پگ، کارل اربن، جان چو، آلیس ایو، لئونارد نیموی، پیتر ولر، زویی سالدانا، آنتون یلچین، بروس گرینوود                                                                                            | [ ۱۱۱ ] |
| M A Y     | ۱۰     | پس‌لرزه                          | دایمنشن فیلمز                                                                                 | Nicolas Lopez (کارگردان/فیلم‌نامه)؛ الی راث، Guillermo Amoedo (فیلم‌نامه)؛ الی راث، آندره‌آ اوشوارت، سلنا گومز، Ariel Levy، Nicolas Martinez، Lorenza Izzo، Natasha Yarovenko | [ ۱۱۲ ] |
| M A Y     | ۱۰     | برو گوآ رفته                    | ایروس                                                                                         | Raj Nidimoru and Krishna D.K. (کارگردان/فیلم‌نامه)؛ سیف علی خان، کونال خمو، ویر داس، پوجا گوپتا، Anand Tiwari | [ ۱۱۳ ] |
| M A Y     | ۱۰     | او بسیار مشهورتر از تو است      | برادران وارنر                                                                                 | مایکل آوری (کارگردان)؛ هالی فایفر، Ryan Spahn (فیلم‌نامه)؛ مایکل آوری، جسی آیزنبرگ، هالی فایفر، بن استیلر، ونسا ال. ویلیامز، میمی گامر | [ ۱۱۴ ] |
| M A Y     | ۱۰     | هیچ‌کس زنده نمی‌ماند              | Anchor Bay Films                                                                              | ریوهی کیتامورا (کارگردان)؛ David Cohen (فیلم‌نامه)؛ لوک ایوانز، آدلاید کلمنس، آمریکا الیو، Derek Magyar، لیندزی شا، برادوس کلی | [ ۱۱۵ ] |
| M A Y     | ۱۰     | گتسبی بزرگ ‌                     | برادران وارنر / ویلیج رودشو پیکچرز                                                            | باز لورمن (کارگردان/فیلم‌نامه)؛ لئوناردو دی‌کاپریو، توبی مگوایر، جوئل اجرتون، کری مولیگان، آیلا فیشر، جیسون کلارک، الیزابت دبیکی، آمیتاب باچان | [ ۱۱۶ ] |
| M A Y     | ۱۰     | Peeples                         | لاینزگیت                                                                                      | Tina Gordon Chism (کارگردان/فیلم‌نامه)؛ کریگ رابینسون، کری واشینگتن، دیوید آلن گرایر، اس اپاتا مرکرسون، تایلر جیمز ویلیامز، ملوین ون پیبلز، داین کارول، مالکوم برت، Kali Hawk، آنا گستایر، Kimrie Lewis-Davis | [ ۱۱۷ ] |
| M A Y     | ۱۷     | اورنگ‌زیب ‌                       | یاش راج فیلمز                                                                                 | Atul Sabharwal (کارگردان/فیلم‌نامه)؛ پریتویراج سوکوماران، آرجون کاپور، سوارا بهاسکار، ریشی کاپور، Sikandar Kher، جکی شروف، آمریتا سینگ | [ ۱۱۸ ] |
| M A Y     | ۱۷     | صخره سیاه                       | LD Entertainment                                                                              | کیتی اسلتون (کارگردان/فیلم‌نامه)؛ مارک دوپلاس (فیلم‌نامه)؛ کیتی اسلتون، کیت باسورث، لیک بل، Jay Paulson، Will Bouvier | [ ۱۱۹ ] |
| M A Y     | ۱۷     | سریع و خشمگین ۶                 | یونیورسال استودیوز / اوریجینال فیلم                                                           | جاستین لین (کارگردان)؛ کریس مورگان (فیلم‌نامه)؛ وین دیزل، دواین جانسون، پل واکر، میشل رودریگز، جوردانا بروستر، لوک ایوانز، جینا کارانو، ترسی گیبسون، ریتا اورا، جیسون استاتهام، جو تسلیم | [ ۱۲۰ ] |
| M A Y     | ۱۷     | فرانسیس‌ها                       | آی‌اف‌سی فیلمز                                                                                  | نوآ بامباک (کارگردان/فیلم‌نامه)؛ گرتا گرویگ (فیلم‌نامه)؛ گرتا گرویگ، Charlotte d'Amboise، آدام درایور، گریس گامر، پاتریک هویزینگر، جاش همیلتون، جاستین لوپ، بریتا فیلیپس، جولیت رایلنس، Dean Wareham، مایکل زیگن | [ ۱۲۱ ] |
| M A Y     | ۱۷     | معلم انگلیسی                    | Artina Films                                                                                  | Craig Zisk (کارگردان/فیلم‌نامه)؛ Dan Chariton، Stacy Chariton (فیلم‌نامه)؛ جولیان مور، گرگ کینر، مایکل آنگارانو، ناتان لین، لی‌لی کالینز، جسیکا هکت، نوربرت لئو بوتس، نیکی بلونسکی | [ ۱۲۲ ] |
| M A Y     | ۱۷     | بنیادگرای ناراضی                | The Mirabai Films                                                                             | میرا نایر (کارگردان)؛ ریز احمد، کیت هادسون، لیو شرایبر، کیفر ساترلند، اوم پوری، شبانه اعظمی، میشا شفیع and Imaad Shah | [ ۱۲۳ ] |
| M A Y     | ۲۳     | خماری: قسمت سوم                 | برادران وارنر / لجندری پیکچرز                                                                 | تاد فلیپس (کارگردان/فیلم‌نامه)؛ کریگ مازن (فیلم‌نامه)؛ بردلی کوپر، زک گالیفیاناکیس، اد هلمز، جاستین بارتا، کن جیونگ، جان گودمن، هدر گراهام، ملیسا مک‌کارتی، جفری تامبر | [ ۱۲۴ ] |
| M A Y     | ۲۴     | پیش از نیمه‌شب                   | سونی پیکچرز کلاسیکس                                                                           | ریچارد لینکلیتر (کارگردان/فیلم‌نامه)؛ ایثن هاک، ژولی دلپی (فیلم‌نامه)؛ ایثن هاک، ژولی دلپی، سیموس دیوی-فیتزپاتریک، آریان لابد، اثینا ریچل سنگاری، Xenia Kalogeropoulou، والتر لاسالی، Charlotte Prior، Jennifer Prior | [ ۱۲۵ ] |
| M A Y     | ۲۴     | حماسه ‌                          | فاکس قرن بیستم / بلو اسکای استودیو                                                            | کریس وج (کارگردان)؛ جیمز وی هارت، ویلیام جویس، Daniel Shere، Tom J. Astle، Matt Ember (فیلم‌نامه)؛ کالین فارل، جاش هاچرسون، آماندا سایفرد، جیسون سودیکیس، کریستف والتس، بیانسه، کریس اودوود، پیت‌بول، عزیز انصاری | [ ۱۲۶ ] |
| M A Y     | ۳۰     | فقط خدا می‌بخشد                  | RADiUS-TWC                                                                                    | نیکلاس ویندینگ رفن (کارگردان/فیلم‌نامه)؛ رایان گاسلینگ، کریستین اسکات توماس، Vithaya Pansringarm | [ ۱۲۷ ] |
| M A Y     | ۳۱     | پس از زمین                      | کلمبیا پیکچرز / آوربوک انترتینمنت / بلیندینگ ادج پیکچرز                                       | ام. نایت شیامالان (کارگردان)؛ استیون گیگان، Gary Whitta (فیلم‌نامه)؛ جیدن اسمیت، ویل اسمیت، ایزابل فورمن، زوئی کراویتز | [ ۱۲۸ ] |
| M A Y     | ۳۱     | بیزانتیوم ‌                      | استودیوکانال                                                                                  | نیل جردن (کارگردان)؛ Moira Buffini (فیلم‌نامه)؛ سیرشا رونان، جما آرترتون، سم رایلی، جانی لی میلر، کلب لندری جونز، تام هولندر | [ ۱۲۹ ] |
| M A Y     | ۳۱     | اکنون مرا می‌بینی ‌               | سامیت انترتینمنت                                                                              | لویی لتریر (کارگردان)؛ Josh Appelbaum، André Nemec، اد سلیمان، Boaz Yakin، Edward Ricourt (فیلم‌نامه)؛ جسی آیزنبرگ، آیلا فیشر، مورگان فریمن، وودی هارلسون، مارک روفالو، مایکل کین، کامن، دیو فرانکو، الیاس کوتیاس، لورا کایوت، دیوید وارشوفسکی                                                                              | [ ۱۳۰ ] |
| M A Y     | ۳۱     | شرق ‌                            | فاکس سرچلایت پیکچرز                                                                           | زال باتمانقلیچ (کارگردان/فیلم‌نامه)؛ بریت مارلینگ (فیلم‌نامه)؛ Brit Marling، الکساندر اسکارشگرد، الن پیج، جولیا اورموند، پاتریشا کلارکسون | [ ۱۳۱ ] |
| M A Y     | ۳۱     | پادشاهان تابستان                | سی‌بی‌اس فیلمز                                                                                  | Jordan Vogt-Roberts (کارگردان)؛ Chris Galletta (فیلم‌نامه)؛ Nick Robinson، گابریل باسو، مویسس آریاس، الیسون بری، نیک آفرمن، مگان مولالی | [ ۱۳۲ ] |
| M A Y     | ۳۱     | پاکسازی ‌                        | یونیورسال استودیوز / بلوم هاوس پروداکشنز / پلاتینوم دونس                                      | James DeMonaco (کارگردان/فیلم‌نامه)؛ ایثن هاک، لینا هیدی، مکس برکهولدر، تونی اولر، ادوین هودگ، ریس ویکفیلد، آدلاید کین، آریجا باریکیس، کریس مالکی، کرن استراسمن | [ ۱۳۳ ] |
| M A Y     | ۳۱     | جوانی و دیوانگی                 | ایروس                                                                                         | آیان موکرجی (کارگردان/فیلم‌نامه)؛ رانبیر کاپور، دیپیکا پادوکونه، کالکی کوچلین، آدیتیا روی کاپور، کونال روی کاپور، اولین شارما، فاروغ شیخ، تانوی عظمی، دولی آلووالیا، پورنا جاگاناتان، رانا داگوباتی، مدوری دیکشیت | [ ۱۳۴ ] |
| J U N E   | ۷      | Hello Herman                    | Freestyle Releasing                                                                           | Michelle Danner (کارگردان) John Buffalo Mailer (فیلم‌نامه)؛ نورمن ریداس، مارتا ایگاردا، رب استز، Alex Neuberger، Lindsay Bushman، Garrett Backstrom، Sabrina Debler، Olivia Faye، Andy McPhee، Jake White، Arielle Sitrick                                                                                                  | [ ۱۳۵ ] |
| J U N E   | ۷      | هیاهوی بسیار برای هیچ           | لاینزگیت / رودساید اترکشنز                                                                    | جاس ویدون (کارگردان/فیلم‌نامه)؛ ایمی اکر، ناتان فیلیون، کلارک گرگ، فران کرانتس | [ ۱۳۶ ] |
| J U N E   | ۷      | کارآموزی ‌                       | فاکس قرن بیستم / ریجنسی انترتینمنت / ۲۱ Laps Entertainment                                    | شاون لوی (کارگردان)؛ وینس وان (فیلم‌نامه)؛ وینس وان، اوون ویلسون، دیلن اوبرایان، رز بیرن، جسیکا کارن، مکس مینگلا، آصف مندوی، جان گودمن، ویل فرل، JoAnna Garcia، اریک آندره، Josh Brener، Tiya Sircar، Tobit Raphael، جش گد                                                                                                  | [ ۱۳۷ ] |
| J U N E   | ۷      | چشمان ببر                       | Freestyle Releasing                                                                           | Lawrence Blume (کارگردان/فیلم‌نامه)؛ جودی بلوم (فیلم‌نامه)؛ ویلا هلند، ایمی جو جانسون، سینتیا استیونسون، Teo Olivares، راسل مینز، Forest Fyre، Elise Eberle، Tatanka Means | [ ۱۳۸ ] |
| J U N E   | ۷      | Violet & Daisy                  | GreeneStreet Films / Magic Violet                                                             | جفری اس فلچر (کارگردان/فیلم‌نامه)؛ سیرشا رونان، الکسیز بلدل، دنی ترخو، جیمز گاندولفینی، ماریان ژان-باپتیست | [ ۱۳۹ ] |
| J U N E   | ۱۲     | این پایان کار است               | کلمبیا پیکچرز / Mandate Pictures / Point Grey Pictures                                        | اوان گلدبرگ، ست روگن (کارگردانs/فیلم‌نامه)؛ Seth Rogen، جی باروشل، جیمز فرانکو، کریگ رابینسون، دنی مک‌براید، جونا هیل، اما واتسون، جیسون سیگل، پل راد، مایکل سرا، ریانا، کوین هارت، دیوید کرامهولتز، میندی کالینگ، عزیز انصاری، کریستوفر مینتز-پلاسه                                                                         | [ ۱۴۰ ] |
| J U N E   | ۱۴     | Fukrey                          | Excel Entertainment                                                                           | Mrighdeep Singh Lamba (کارگردان/فیلم‌نامه)؛ Vipul Vig (فیلم‌نامه)؛ پولکیت سامرات، Manjot Singh، علی فضل، پریا آناند، ریچا چادا، ویشاکا سینگ، پانکاج تریپاتی | [ ۱۴۱ ] |
| J U N E   | ۱۴     | مرد پولادین                     | برادران وارنر / لجندری پیکچرز / دی‌سی کامیکس / سنکوپ                                           | زک اسنایدر (کارگردان)؛ دیوید اس. گویر (فیلم‌نامه)؛ هنری کویل، ایمی آدامز، مایکل شنون، کوین کاستنر، داین لین، لارنس فیشبرن، آنتیه تراوه، آیلیت زورر، راسل کرو | [ ۱۴۲ ] |
| J U N E   | ۱۴     | حلقه بلینگ                      | ای ۲۴                                                                                         | سوفیا کوپولا (کارگردان/فیلم‌نامه)؛ اما واتسون، Israel Broussard، Katie Chang، Claire Julien، تیسا فارمیگا، لزلی من، گوین رزدیل، پاریس هیلتون | [ ۱۴۳ ] |
| J U N E   | ۱۶     | دختران اکواستریا                | Hasbro استودیوs                                                                               | Jayson Thiessen (کارگردان)؛ Meghan McCarthy (فیلم‌نامه)؛ تارا استرانگ، اشلی بال، اندریا لیبمن، تبیثا سن‌ژرمان، کتی وسلاک، نیکول آلیور | [ ۱۴۴ ] |
| J U N E   | ۲۰     | من نفرت‌انگیز ۲                  | یونیورسال استودیوز / ایلومینیشن اینترتینمنت                                                   | کریس رناد، پی‌یر کافین (کارگردانs)؛ Cinco Paul، Ken Daurio (فیلم‌نامه)؛ استیو کارل، کریستن ویگ، میرندا کازگرو، Dana Gaier، السی فیشر، راسل برند، پی‌یر کافین، بنجامین برت، استیو کوگان، کن جیونگ، کریستین شال، مویسس آریاس | [ ۱۴۵ ] |
| J U N E   | ۲۱     | دانشگاه هیولاها                 | والت دیزنی پیکچرز / پیکسار                                                                    | دن اسکنلون (کارگردان/فیلم‌نامه)؛ Daniel Gerson، Robert L. Baird (فیلم‌نامه)؛ بیلی کریستال، جان گودمن، استیو بوشمی، جوئل مورای، چارلی دی، شان هایس، دیو فولی، پیتر سون، هلن میرن، آلفرد مولینا، ناتان فیلیون، جولیا سویینی، آبری پلازا، تایلر لابین، بث برس، بابی موینیهان، جان کرازینسکی، بانی هانت، بیل هیدر، جان راتزنبرگر | [ ۱۴۶ ] |
| J U N E   | ۲۱     | This Is Martin Bonner           | Monterey Media                                                                                | Chad Hartigan (کارگردان/فیلم‌نامه)؛ Paul Eenhoorn، ریچموند آرکت، Sam Buchanan، Robert Longstreet، Demetrius Grosse | [ ۱۴۷ ] |
| J U N E   | ۲۱     | جنگ جهانی زد                    | پارامونت پیکچرز / پلن بی اینترتینمنت / اسکای‌دنس مدیا / Hemisphere Media Capital / جی کی فیلمز | مارک فورستر (کارگردان)؛ ماتیو مایکل کارنهان، درو گادرد (فیلم‌نامه)؛ برد پیت، میری انوس، جیمز بج دیل، Daniella Kertesz، متیو فاکس، دیوید مورس | [ ۱۴۸ ] |
| J U N E   | ۲۶     | How to Make Money Selling Drugs | جشنواره فیلم ترایبکا                                                                          | Matthew Cooke (کارگردان) | [ ۱۴۹ ] |
| J U N E   | ۲۸     | ۱۰۰ جریب خونی                   | Cyan Films                                                                                    | Colin Cairnes، Cameron Cairnes (کارگردان/فیلم‌نامه)؛ دیمون هریمن، آنگوس سمپسون، آنا مک گاهان، اولیور اکلند، جان جارت، Paul Blackwell، Jamie Kristian | [ ۱۵۰ ] |
| J U N E   | ۲۸     | Copperhead                      | The Film Collective                                                                           | رانلد اف. ماکسول (کارگردان)؛ Bill Kauffman (فیلم‌نامه)؛ بیلی کمپل، انگوس مکفادین، پیتر فوندا، آگوستوس پرو، لوسی بوینتون، فرانسوا آرنود، Casey Thomas Brown، Josh Cruddas، Genevieve Steele | [ ۱۵۱ ] |
| J U N E   | ۲۸     | مخمصه ‌                          | فاکس قرن بیستم / چرنین اینترتینمنت                                                            | پال فیگ (کارگردان)؛ Katie Dippold، لی آیزنبرگ، جین استوپنیتسکی (فیلم‌نامه)؛ ساندرا بولاک، ملیسا مک‌کارتی، کیتلین اولسون، تونی هیل، دمیان بیچیر، مایکل راپاپورت، تاران کیلام، توماس ویلسون | [ ۱۵۲ ] |
| J U N E   | ۲۸     | مرغ مگس ‌                        | لاینزگیت / رودساید اترکشنز                                                                    | استیون نایت (کارگردان)؛ جیسون استاتهام، آگاتا بوزک، Christian Brassington، ویکی مک‌کلور، بندیکت وانگ، Ger Ryan | [ ۱۵۳ ] |
| J U N E   | ۲۸     | بعضی دخترها                     | Leeden Media                                                                                  | Daisy von Scherler Mayer (کارگردان)؛ نیل لابیت (فیلم‌نامه)؛ آدام برودی، کریستن بل، زویی کازان، میا مایسترو، جنیفر موریسون، امیلی واتسون | [ ۱۵۴ ] |
| J U N E   | ۲۸     | سقوط کاخ سفید                   | کلمبیا پیکچرز / Centropolis Entertainment                                                     | رولاند امریش (کارگردان)؛ جیمز وندربیلت (فیلم‌نامه)؛ چنینگ تیتوم، جیمی فاکس، مگی جیلنهال، جیمز وودز، ریچارد جنکینز، جوئی کینگ، جیسون کلارک | [ ۱۵۵ ] |

### ژوئیه–سپتامبر
| افتتاح            | افتتاح | عنوان                                               | استودیو                                                                                          | عوامل تولید | منبع            |
| ----------------- | ------ | --------------------------------------------------- | ------------------------------------------------------------------------------------------------ | --- | --------------- |
| J U L Y           | ۳      | رنجر تنها ‌                                          | والت دیزنی پیکچرز / جری بروکهایمر                                                                | گور وربینسکی (کارگردان)؛ تد الیوت، Terry Rossio، Eric Aronson، Justin Haythe (فیلم‌نامه)؛ آرمی همر، جانی دپ، روث ویلسون، ویلیام فیکنر، هلنا بونهام کارتر، جیمز بج دیل، بری پپر، تام ویلکینسون، جیمز فرین | [ ۱۵۶ ]         |
| J U L Y           | ۳      | کوین هارت: بزار توضیح بدم                           | سامیت انترتینمنت                                                                                 | Leslie Small (کارگردان)؛ کوین هارت | [ ۱۵۷ ]         |
| J U L Y           | ۵      | Hammer of the Gods                                  | مگنولیا پیکچرز                                                                                   | Farren Blackburn (کارگردانs)؛ Matthew Read (فیلم‌نامه)؛ چارلی بیولی، کلایو استندن، Michael Jibson، جیمز کازمو، الیوت کووان، گلینیس باربر، ایوان کی | [ ۱۵۸ ]         |
| J U L Y           | ۵      | سارق                                                | Balaji Motion Pictures                                                                           | Vikramaditya Motwane (کارگردان/فیلم‌نامه)؛ Bhavani Iyer (فیلم‌نامه)؛ رانویر سینگ، سوناکشی سینها، Barun Chanda، Vikrant Massey، Arif Zakaria، عادل حسین، دیویا دوتا، Shirin Guha | [ ۱۵۹ ]         |
| J U L Y           | ۵      | درگیر عشق                                           | Millennium Entertainment                                                                         | Josh Boone (کارگردان/فیلم‌نامه)؛ گرگ کینر، جنیفر کانلی، لی‌لی کالینز، لوگن لرمان، نات وولف، لیانا لیبراتو، استیون کینگ | [ ۱۶۰ ]         |
| J U L Y           | ۵      | راه، راه بازگشت                                     | فاکس سرچلایت پیکچرز / آد لات اینترتیمنت                                                          | نت فکسون، جیم رش (کارگردانs/فیلم‌نامه)؛ استیو کارل، تونی کولت، آلیسون جانی، آناسوفیا راب، سام راکول، مایا رودولف، لیام جیمز، آماندا پیت، راب کوردری | [ ۱۶۱ ]         |
| J U L Y           | ۵      | کلمات بد ‌                                           | Darko Entertainment / فوکس فیچرز                                                                 | جیسون بیتمن (کارگردان)؛ Jason Bateman، کاترین هان |                 |
| J U L Y           | ۱۲     | بدو میلکها بدو                                      | ریلاینس انترتینمنت                                                                               | راکیش امپراکاش مهرا (کارگردان)؛ Prasoon Joshi (فیلم‌نامه)؛ فرهان اختر، سونام کاپور، دیویا دوتا، Dev Gill، میشا شفیع، Yograj Singh، ارت مالک، پراکاش راج، پاوان مالهوترا، ربکا بریدز، دالیپ تاهیل | [ ۱۶۲ ]         |
| J U L Y           | ۱۲     | Dealin' with Idiots                                 | آی‌اف‌سی فیلمز                                                                                     | جف گارلین (کارگردان/فیلم‌نامه)؛ جف گارلین، کریستوفر گست، فرد ویلارد، باب ادنکیرک، جی. بی اسموو، جینا گرشان، کری کنی-سیلور، جیمی گرتز، تیموتی اولیفانت، ریچارد کیند، Steve Agee، جیم شریدان، نیا واردالوس | [ ۱۶۳ ]         |
| J U L Y           | ۱۲     | ایستگاه فروتویل                                     | واینستین کمپانی                                                                                  | رایان کوگلر (کارگردان/فیلم‌نامه)؛ مایکل بی.جردن، اکتاویا اسپنسر، ملونی دیاز، آنا ارایلی، کوین دورند، چاد مایکل موری | [ ۱۶۴ ]         |
| J U L Y           | ۱۲     | بزرگ‌شده‌ها ۲                                         | کلمبیا پیکچرز / هپی مدیسون پروداکشنز                                                             | دنیس داگن (کارگردان)؛ فرد ولف (فیلم‌نامه)؛ آدام سندلر، کوین جیمز، کریس راک، دیوید اسپید، تیلور لاتنر، دیوید هنری، پاتریک شوارتزنگر، نیک اسواردسون، چری اوتری، سلما هایک، استیو بوشمی، میلو ونتیمیگلیا، ماریا بلو، الیسون میچالکا، مایا رودولف، الکساندر لودویگ، اندی سمبرگ، استیو آستین، ویل فورته، تاران کیلام، جان لاویتس، اکویا شوفر، جورما تاکونی، تیم مدوز، شکیل اونیل، کالین کوئین، بابی موینیهان، Paul Brittain | [ ۱۶۵ ]         |
| J U L Y           | ۱۲     | فصل کشتن ‌                                           | Millennium Films                                                                                 | مارک استیون جانسون (کارگردان)؛ Evan Daugherty (فیلم‌نامه)؛ رابرت دنیرو، جان تراولتا، میلو ونتیمیگلیا، Elizabeth Olin | [ ۱۶۶ ]         |
| J U L Y           | ۱۲     | حاشیه اقیانوس آرام ‌                                 | برادران وارنر / لجندری پیکچرز                                                                    | گیرمو دل تورو (کارگردان)؛ Travis Beacham (فیلم‌نامه)؛ چارلی هونام، الن مکلین، ادریس البا، چارلی دی، رینکو کیکوچی، مکس مارتینی، رابرت کازینسکی، کلیفتن کلینز جونیور، دیگو کلاتنوف، ران پرلمن، رابرت مایلیت، بورن گورمن، هیتر دورکسن | [ ۱۶۷ ]         |
| J U L Y           | ۱۲     | V/H/S/۲                                             | مگنولیا پیکچرز                                                                                   | آدام وینگارد، Eduardo Sánchez، گارث اونس، Gregg Hale (کارگردانs/فیلم‌نامه)؛ Kelsy Abbott، Fachry Albar، اوکا آنتارا، Devon Brookshire، Bette Cassatt، L.C. Holt، Hannah Hughes، Kevin Hunt، Lawrence Michael Levine، Mindy Robinson | [ ۱۶۸ ]         |
| J U L Y           | ۱۳     | Pokémon the Movie: Genesect and the Legend Awakened | توهو / اوال‌ام                                                                                    | Kunihiko Yuyama (کارگردان)؛ ریکا ماتسوموتو، Ikue Ōtani، آئویی یوکی، Mamoru Miyano، مگومی هیاشی‌بارا، Shinichirō Miki، Inuko Inuyama ، Unshō Ishizuka، کوئیچی یامادرا، ریکو تاکاشیما | [ ۱۶۹ ]         |
| J U L Y           | ۱۷     | توربو ‌                                              | فاکس قرن بیستم / دریم‌ورکس انیمیشن                                                                | David Soren (کارگردان/فیلم‌نامه)؛ Robert Siegel، Darren Lemke (فیلم‌نامه)؛ رایان رینولدز، پل جیاماتی، مایکل پنیا، لوئیس گازمن، بیل هیدر، ریچارد جنکینز، کن جیونگ، میشل رودریگز، مایا رودولف، بن شوارتز، کرتوود اسمیت، اسنوپ داگ، ساموئل ال. جکسون | [ ۱۷۰ ]         |
| J U L Y           | ۱۹     | دی-دی ‌                                              | DAR motion pictures                                                                              | نیکیل آدوانی (کارگردان/فیلم‌نامه)؛ Ritesh Shah، Suresh Nair (فیلم‌نامه)؛ آرجون رامپال، عرفان خان، هما قریشی، ریشی کاپور، شروتی حسن، Nassar، Sandeep Kulkarni، K. K. Raina، Chandan Roy Sanyal، Imran Hasnee، مریم زکریا | [ ۱۷۱ ]         |
| J U L Y           | ۱۹     | Girl Most Likely                                    | لاینزگیت                                                                                         | Robert Pulcini، Shari Springer Berman (کارگردانs)؛ Michelle Morgan (فیلم‌نامه)؛ کریستن ویگ، آنت بنینگ، مت دیلون، Christopher Fitzgerald، دارن کریس | [ ۱۷۲ ]         |
| J U L Y           | ۱۹     | رد ۲ ‌                                               | سامیت انترتینمنت / دی‌سی کامیکس                                                                   | دین پاریزو (کارگردان)؛ Erich Hoeber، Jon Hoeber (فیلم‌نامه)؛ بروس ویلیس، جان مالکوویچ، هلن میرن، مری-لوئیز پارکر، کاترین زیتا جونز، لی بیونگ-هان، کارل اربن، نیال مک‌دوناف، آنتونی هاپکینز، دیوید تیولیس | [ ۱۷۳ ]         |
| J U L Y           | ۱۹     | آر.آی.پی.دی.                                        | یونیورسال استودیوز / اوریجینال فیلم                                                              | روبرت شونتکه (کارگردان)؛ Matt Manfredi، Phil Hay (فیلم‌نامه)؛ رایان رینولدز، جف بریجز، کوین بیکن، استفانی اسزوستاک، مری-لوئیز پارکر، ماریسا میلر، مایک اومالی، جیمز هنگ، رابرت نپر | [ ۱۷۴ ]         |
| J U L Y           | ۱۹     | احضار ‌                                              | برادران وارنر / نیو لاین سینما                                                                   | جیمز وان (کارگردان)؛ Chad Hayes، Carey Hayes (فیلم‌نامه)؛ پاتریک ویلسون، ویرا فارمیگا، ران لیوینگستون، لیلی تیلور، Shannon Kook، مک‌کنزی فوی، جوئی کینگ، Shanley Caswell، هیلی مک‌فارلند، Steve Coulter، John Brotherton | [ ۱۷۵ ]         |
| J U L Y           | ۱۹     | ته دنیا                                             | فوکس فیچرز / وورکینگ تایتل فیلمز                                                                 | ادگار رایت (کارگردان)؛ سایمون پگ، نیک فراست، پدی کانسیداین، مارتین فریمن، ادی مارسن، رزمند پایک |                 |
| J U L Y           | ۲۴     | ولورین ‌                                             | فاکس قرن بیستم / مارول استودیوز                                                                  | جیمز منگولد (کارگردان)؛ کریستوفر مک‌کوری، مارک بامبک (فیلم‌نامه)؛ هیو جکمن، فامکه یانسن، هیرویوکی سانادا، هاروهیکو یامانوچی، تائو اوکاموتو، ریلا فوکوشیما، ویل یان لی، سوتلانا خودچنکووا، برایان تی | [ ۱۷۶ ]         |
| J U L Y           | ۲۶     | یاسمن پژمرده                                        | سونی پیکچرز کلاسیکس                                                                              | وودی آلن (کارگردان، فیلم‌نامه نویس)؛ الک بالدوین، کیت بلانشت، بابی کاناوله، لوئی سی.کی.، اندرو دایس کلی، سالی هاوکینز، پیتر سارسگارد، مایکل استولبارگ | [ ۱۷۷ ]         |
| J U L Y           | ۲۶     | رومئو و ژولیت ‌                                      | رلتیویتی مدیا                                                                                    | Carlo Carlei (کارگردان)؛ جولین فلوز (فیلم‌نامه)؛ هیلی استاینفلد، داگلاس بوث، دیمین لوئیس، ناتاشا مک‌الهون، لسلی منویل، اد وستویک، توماس آرانا، لائورا مورانته، کدی اسمیت-مک‌فی، پل جیاماتی، کریستین کوک، تام ویزدم، لیان ویتالی، استلان اسکارشگورد | [ ۱۷۸ ]         |
| J U L Y           | ۲۶     | فهرست کارها                                         | سی‌بی‌اس فیلمز                                                                                     | Maggie Carey (کارگردان/فیلم‌نامه)؛ آبری پلازا، ریچل بیلسون، بیل هیدر، اندی سمبرگ، اسکات پرتر، کانی بریتون، کلارک گرگ، کریستوفر مینتز-پلاسه، دونالد گلاور، جانی سیمونز، سارا استیل، عالیه شوکت، نولان گلد | [ ۱۷۹ ]         |
| J U L Y           | ۳۱     | اسمورف‌ها ۲                                          | کلمبیا پیکچرز / سونی پیکچرز انیمیشن / The Kerner Entertainment Company                           | راجا گاسنل (کارگردان)؛ J. David Stern، David N. Weiss، Karey Kirkpatrick، Jay Sherick، David Ronn (فیلم‌نامه)؛ نیل پاتریک هریس، جیما مایز، هانک آزاریا، تیم گان، برندن گلیسون، کیتی پری، جاناتان وینترز، الن کامینگ، فرد ارمیسن، جرج لوپز، آنتون یلچین، جان اولیور، کریستینا ریچی، جی. بی اسموو، کریستوفر مینتز-پلاسه، فرانک ولکر                                                                                      | [ ۱۸۰ ]         |
| A U G U S T       | ۲      | ۲ اسلحه                                             | یونیورسال استودیوز                                                                               | بالتاسار کورماکور (کارگردان)؛ Blake Masters (فیلم‌نامه)؛ مارک والبرگ، دنزل واشینگتن، پائولا پاتون، بیل پکستون، ادوارد جیمز آلموس، جیمز مارسدن، الی دی‌بری | [ ۱۸۱ ]         |
| A U G U S T       | ۲      | گزارش اروپا                                         | Wayfare Entertainment                                                                            | سباستین کوردرو (کارگردان)؛ Philip Gelatt (فیلم‌نامه)؛ شارلتو کوپلی، مایکل نیکویست، دانیل وو، آناماریا مارینکا، کریستیان کامارگو، کارولینا ویدرا، امبت دیویتس، دن فوگلر | [ ۱۸۲ ]         |
| A U G U S T       | ۲      | دره‌های عمیق ‌                                        | آی‌اف‌سی فیلمز                                                                                     | پل شریدر (کارگردان)؛ برت ایستون الیس (فیلم‌نامه)؛ لیندزی لوهان، جیمز دین، Gerard Funk، آماندا بروکس | [ ۱۸۳ ]         |
| A U G U S T       | ۲      | اکنون شگفت‌انگیز                                     | ای ۲۴                                                                                            | جیمز پانسولت (کارگردان)؛ اسکات نوستدتر، Michael Weber (فیلم‌نامه)؛ مایلز تلر، شیلین وودلی، کیتلین دیور، بری لارسون، دایو اوکینی، کایل چندلر، باب ادنکیرک، آندره رویو، مری الیزابت وینستد | [ ۱۸۴ ]         |
| A U G U S T       | ۷      | پرسی جکسون و المپ‌نشینان: دریای هیولاها              | فاکس قرن بیستم                                                                                   | تور فرویدنتال (کارگردان)؛ Scott Alexander، اسکات الکساندر (فیلم‌نامه)؛ لوگن لرمان، الکساندرا داداریو، داگلاس اسمیت، مری بیردسون، ایوت نیکول براون، میسی پایل، ناتان فیلیون، آنتونی هد، Paloma Kwaitkowski، لون رامبین، استنلی توچی، رابرت مایلیت | [ ۱۸۵ ]         |
| A U G U S T       | ۷      | ما میلرها هستیم                                     | برادران وارنر / نیو لاین سینما                                                                   | راوسون مارشال تربر (کارگردان)؛ شان آندرس، Steve Faber، Bob Fisher، Dan Fybel، John Morris، Rick Rinaldi (فیلم‌نامه)؛ جنیفر آنیستون، جیسون سودیکیس، اما رابرتس، اد هلمز، توماس لنون، نیک آفرمن، کاترین هان، ویل پولتر | [ ۱۸۶ ]         |
| A U G U S T       | ۹      | کدام مسیر به خانه عمه من می‌رسد؟                     | Sri Venkateswara Cine Chitra                                                                     | Trivikram Srinivas (کارگردان/فیلم‌نامه)؛ پاوان کالیان، سامانتا، پرانیتا سوبهاش، علی بن ابی‌طالب، Brahmanandam، M. S. Narayana، بومان ایرانی، کوتا سرینیواسا راو | [ ۱۸۷ ]         |
| A U G U S T       | ۹      | قطار چنای                                           | Red Chillies Entertainment                                                                       | روهیت شتی؛ شاهرخ خان، دیپیکا پادوکونه، Sathyaraj، مانوراما، Nikitin Dheer | [ ۱۸۸ ]         |
| A U G U S T       | ۹      | ایلیسیم ‌                                            | ترایستار پیکچرز                                                                                  | نیل بلومکمپ (کارگردان/فیلم‌نامه)؛ مت دیمون، جودی فاستر، شارلتو کوپلی، واگنر مورا، آلیس براگا، دیه‌گو لونا، ویلیام فیکنر | [ ۱۸۹ ]         |
| A U G U S T       | ۹      | هواپیماها ‌                                          | والت دیزنی پیکچرز                                                                                | کلی هال (کارگردان)، Jeffrey M. Howard (فیلم‌نامه)؛ دین کوک، استیسی کیچ، براد گرت، پریانکا چوپرا، کارلوس الازراکی، راجر اسمیت، تری هچر، David Croft، جولیا لوئی-درایفوس، جان کلیز، Colin Cowherd، سینباد، گابریل ایگلسیاس، Oliver Kalkofe، Brent Musburger | [ ۱۹۰ ]         |
| A U G U S T       | ۹      | رهبر                                                | Sri Mishri Productions                                                                           | A. L. Vijay (کارگردان/فیلم‌نامه)؛ ویجای، Sathyaraj، امالا پال، Ragini Nandwani، سانتانام، Rajiv Pillai، Abhimanyu Singh | [ ۱۹۱ ]         |
| A U G U S T       | ۱۴     | کیک-اس ۲                                            | یونیورسال استودیوز / مارو استودیوز                                                               | جف وادلو (کارگردان/فیلم‌نامه)؛ متیو وان (فیلم‌نامه)؛ آرون تایلر-جانسون، کلویی گریس مورتس، کریستوفر مینتز-پلاسه، جان لگویزمائو، دونالد فایسون، رابرت امس، موریس چسنات، لیندزی فونسکا، لیندی بوت، جیم کری، کلارک دوک، Olga Kurkulina | [ ۱۹۲ ]         |
| A U G U S T       | ۱۶     | آن‌ها بی‌گناهند                                       | آی‌اف‌سی فیلمز                                                                                     | David Lowery (کارگردان/فیلم‌نامه)؛ کیسی افلک، رونی مارا، بن فاستر، رامی ملک، کیت کارادین، نیت پارکر | [ ۱۹۳ ]         |
| A U G U S T       | ۱۶     | جابز ‌                                               | اوپن رود فیلمز                                                                                   | Joshua Michael Stern (کارگردان/فیلم‌نامه)؛ Matthew Whitely (فیلم‌نامه)؛ اشتون کوچر، درموت مالرونی، جش گد، لوکاس هاس، جی. کی. سیمونز، متیو موداین، ویکتور راسوک، ران الدارد، دیوید دنمان، آنا ارایلی، جان گتز، Nelson Franklin، لزلی ان وارن، الدن هنسون، کوین دان، جیمز وودز، برد ویلیام هنکه | [ ۱۹۴ ]         |
| A U G U S T       | ۱۶     | توهم ‌                                               | رلتیویتی مدیا                                                                                    | رابرت لوکتیک (کارگردان)؛ Barry Levy، Jason Dean Hall (فیلم‌نامه)؛ لیام همسورث، هریسون فورد، گری اولدمن، لوکاس تیل، امبت دیویتس، جاش هالووی، دومنیک لامباردوتزی، امبر هرد، جولین مک‌مان، ریچارد درایفس | [ ۱۹۵ ]         |
| A U G U S T       | ۱۶     | سرخدمتکار ‌                                          | واینستین کمپانی                                                                                  | لی دنیلز (کارگردان)؛ دنی استرانگ (فیلم‌نامه)؛ فارست ویتاکر، اپرا وینفری، دیوید اویلوو، لیام نیسون، جان کیوسک، آلن ریکمن، جین فوندا، رابین ویلیامز، جیمز مارسدن، امل امین، لیو شرایبر | [ ۱۹۶ ]         |
| A U G U S T       | ۲۱     | ابزارهای مرگبار: شهر استخوان‌ها                      | اسکرین جمز                                                                                       | هارالد زوارت (کارگردان)؛ Jessica Postigo، I. Marlene King (فیلم‌نامه)؛ لی‌لی کالینز، جیمی باور، رابرت شیهان، Jemima West، کوین دورند، رابرت مایلیت، لینا هیدی، جرد هریس، Godfrey Gao، جاناتان ریس میرز، ایدن ترنر | [ ۱۹۷ ]         |
| A U G U S T       | ۲۳     | هم‌پیاله‌ها                                           | مگنولیا پیکچرز                                                                                   | جو سوانبرگ (کارگردان/فیلم‌نامه)؛ اولیویا وایلد، جیک جانسون، آنا کندریک، ران لیوینگستون، تی وست | [ ۱۹۸ ]         |
| A U G U S T       | ۲۳     | Scenic Route                                        | Vertical Entertainment                                                                           | Kevin Goetz، Michael Goetz (کارگردان)؛ کایل کیلن (فیلم‌نامه)؛ جاش دوهامل، دن فوگلر، Miracle Laurie، پیتر مایکل گوتز، Christie Burson، Jamie Donovan، Ethan Maher | [ ۱۹۹ ]         |
| A U G U S T       | ۲۳     | ۱۲ موقتی                                            | Cinedigm Entertainment                                                                           | Destin Daniel Cretton (کارگردان/فیلم‌نامه)؛ بری لارسون، جان گلگر، جونیور، کیتلین دیور، رامی ملک، ملورا والترز، Stephanie Beatriz، Lydia Du Veaux، Alex Calloway، Frantz Turner، Keith Stanfield، Kevin Hernandez | [ ۲۰۰ ]         |
| A U G U S T       | ۲۳     | تو بعدی هستی                                        | لاینزگیت                                                                                         | آدام وینگارد (کارگردان)؛ Simon Barrett (فیلم‌نامه)؛ شارنی وینسن، جو سوانبرگ، A. J. Bowen، Nicholas Tucci، باربارا کرامپتون | [ ۲۰۱ ]         |
| A U G U S T       | ۲۸     | مدار بسته ‌                                          | فوکس فیچرز / وورکینگ تایتل فیلمز                                                                 | جان کرولی (کارگردان)؛ استیون نایت (فیلم‌نامه)؛ Eric Bana، ربکا هال، ایزاک همپستد رایت، ریز احمد، جیم برودبنت، کنت کرانام، آن-ماری داف، کیران هایندز، جولیا استایلز | [ ۲۰۲ ]         |
| A U G U S T       | ۲۹     | وان دایرکشن: این ما هستیم                           | ترایستار پیکچرز                                                                                  | مورگان اسپرلاک (کارگردان)؛ هری استایلز، نایل هوران، لوئیس تاملینسون، زین ملک، لیام پین | [ ۲۰۳ ]         |
| A U G U S T       | ۳۰     | گریز ‌                                               | برادران وارنر                                                                                    | کورتنی سولومون، Yaron Levy (کارگردانs)؛ Sean Finegan، Gregg Maxwell Parker (فیلم‌نامه)؛ ایثن هاک، سلنا گومز، جان ویت، James Maslow | [ ۲۰۴ ]         |
| A U G U S T       | ۳۰     | نجات غریق ‌                                          | اسکرین مدیا فیلمز                                                                                | Liz W. Garcia (کارگردان/فیلم‌نامه)؛ کریستن بل، دیوید لمبرت، میمی گامر، مارتین استار، Alex Shaffer، جاشوا هارتو، ایمی مدیگان، جان فین، سندهیل رامامورثی، آدام لوفیور | [ ۲۰۵ ]         |
| S E P T E M B E R | ۲      | قضیه صفر                                            | Stage ۶ Films                                                                                    | تری گیلیام (کارگردان)، Pat Rushin (فیلم‌نامه)؛ کریستف والتس، میلانی تیری، دیوید تیولیس، لوکاس هجز | [ ۲۰۶ ] [ ۲۰۷ ] |
| S E P T E M B E R | ۶      | بچه جهنمی ‌                                          | Gravitas Ventures                                                                                | رابرت بن گارانت، توماس لنون (کارگردان/فیلم‌نامه)؛ راب کوردری، لسلی بیب، کیگان-مایکل کی، ریکی لیندهوم، پل شیر، راب هیوبل، رابرت بن گارانت، توماس لنون، Michael Ian Black، کمیل نانجیانی | [ ۲۰۸ ]         |
| S E P T E M B E R | ۶      | ریدیک ‌                                              | یونیورسال استودیوز / One Race Films                                                              | دیوید تویی (کارگردان/فیلم‌نامه)؛ وین دیزل، کارل اربن، کتی سکف، دیوید باتیستا، مت نیبل، جوردی مویا، بوکیم وودبین، رائول تروهی‌یو، نولان جرارد فانک، نواه دانبی، کری هیلسون | [ ۲۰۹ ]         |
| S E P T E M B E R | ۶      | یک عاشقانه تصادفی                                   | یاش راج فیلمز                                                                                    | Maneesh Sharma (کارگردان)؛ Jaideep Sahni (فیلم‌نامه)؛ سوشانت سینگ راجپوت، پرینیتی چوپرا، وانی کاپور، ریشی کاپور، Tarun Vyas | [ ۲۱۰ ]         |
| S E P T E M B E R | ۶      | Touchy Feely                                        | مگنولیا پیکچرز                                                                                   | لین شلتون (کارگردان/فیلم‌نامه)؛ رزمری دویت، الن پیج، آلیسون جانی، ران لیوینگستون، اسکوت مک‌نری، جاش پایس | [ ۲۱۱ ]         |
| S E P T E M B E R | ۹      | آگوست: اوسیج کانتی ‌                                 | واینستین کمپانی                                                                                  | جان ولز (کارگردان)؛ تریسی لتس (فیلم‌نامه)؛ جولیا رابرتس، مریل استریپ، بندیکت کامبربچ، مارگو مارتیندال، کریس کوپر، سام شپارد، میستی اوپهام | [ ۲۱۲ ]         |
| S E P T E M B E R | ۱۳     | توطئه‌آمیز: قسمت ۲                                   | FilmDistrict / بلوم هاوس پروداکشنز                                                               | جیمز وان (کارگردان)؛ لی ونل (فیلم‌نامه)؛ پاتریک ویلسون، رز بیرن، لین شی، تای سیمپکینز | [ ۲۱۳ ]         |
| S E P T E M B E R | ۱۳     | خانواده ‌                                            | رلتیویتی مدیا                                                                                    | لوک بسون (کارگردان/فیلم‌نامه)؛ Michael Caleo (فیلم‌نامه)؛ رابرت دنیرو، میشل فایفر، دیانا ایگران، تامی لی جونز، وینسنت پاستوره | [ ۲۱۴ ]         |
| S E P T E M B E R | ۲۵     | Battle of the Year                                  | اسکرین جمز                                                                                       | Benson Lee (کارگردان)؛ Brin Hill، Chris Parker (فیلم‌نامه)؛ جاش هالووی، لاز آلونسو، جاش پک، Caity Lotz، کریس براون، Terrence Jenkins، Luis Rosado، Weronika Rosati، Jesse Erwin، Ivan Velez، Steve Terada | [ ۲۱۵ ]         |
| S E P T E M B E R | ۲۵     | بحث کافیه                                           | فاکس سرچلایت پیکچرز                                                                              | Nicole Holofcener (کارگردان)؛ Anthony Bregman، Stefanie Azpiazu (فیلم‌نامه)؛ جیمز گاندولفینی، جولیا لوئی-درایفوس، تونی کولت، کاترین کینر، بن فالکون، توبی هاس، میکلا واتکینس | [ ۲۱۶ ]         |
| S E P T E M B E R | ۲۵     | زندانیان ‌                                           | برادران وارنر / الکان انترتینمنت                                                                 | دنی ویلنوو (کارگردان)؛ Aaron Guzikowski (فیلم‌نامه)؛ جیک جیلنهال، هیو جکمن، پل دانو، ملیسا لیو، وایولا دیویس، ماریا بلو، ترنس هاوارد | [ ۲۱۷ ]         |
| S E P T E M B E R | ۲۵     | شتاب ‌                                               | یونیورسال استودیوز / کراس کریک پیکچرز / Exclusive Media / وورکینگ تایتل فیلمز / ایمیج اینترتیمنت | ران هاوارد (کارگردان)؛ پیتر مورگان (فیلم‌نامه)؛ کریس همسورث، دانیل برول، اولیویا وایلد، الکساندرا ماریا لارا، جیمز نورتون | [ ۲۱۸ ]         |
| S E P T E M B E R | ۲۵     | Sunshine on Leith                                   | انترتینمنت وان                                                                                   | دکستر فلچر (کارگردان)؛ جرج مکای، Kevin Guthrie، آنتونیا توماس، فریا میور، پیتر مولان، جین هرکس، جیسون فلمینگ، Craig Reid |                 |
| S E P T E M B E R | ۲۵     | جادوگر شهر از ‌                                      | مترو گلدوین مایر / برادران وارنر                                                                 | ویکتور فلمینگ (کارگردان)؛ نول لانگلی، Florence Ryerson، Edgar Allan Woolf (فیلم‌نامه)؛ جودی گارلند، فرانک مورگان، ری بولگر، برت لار، جک هالی، بیلی برک، مارگارت همیلتون، چارلی گریپوین، کلارا بلندیک، پت والش، Terry | [ ۲۱۹ ]         |
| S E P T E M B E R | ۲۷     | Baggage Claim                                       | فاکس سرچلایت پیکچرز                                                                              | David E. Talbert (کارگردان/فیلم‌نامه)؛ پائولا پاتون، Trey Songz، آدام برودی، جایمن هانسو، کریستینا میلان، تای دیگز | [ ۲۲۰ ]         |
| S E P T E M B E R | ۲۷     | ابری با احتمال بارش کوفته‌قلقلی ۲                    | کلمبیا پیکچرز / سونی پیکچرز انیمیشن                                                              | کودی کامرن، Kris Pearn (کارگردان)؛ جان فرانسیس دالی، جاناتان گلداستاین، Erica Rivinoja (فیلم‌نامه)؛ آنا فاریس، بیل هیدر، اندی سمبرگ، کریستین شال، جیمز کان، نیل پاتریک هریس، بنجامین برت، تری کروس، ویل فورته | [ ۲۲۱ ]         |
| S E P T E M B E R | ۲۷     | دان جان                                             | رلتیویتی مدیا                                                                                    | جوزف گوردون لویت (کارگردان/فیلم‌نامه)؛ Joseph Gordon-Levitt، اسکارلت جوهانسون، جولیان مور، تونی دنزا، بری لارسون | [ ۲۲۲ ]         |
| S E P T E M B E R | ۲۷     | Metallica Through the Never                         | پیکچرهاوس                                                                                        | نیمرود آنتال (کارگردان/فیلم‌نامه)؛ دین دی‌هان، لارس اولریش، کرک همت، جیمز هتفیلد، رابرت تروهیو | [ ۲۲۳ ]         |
| S E P T E M B E R | ۲۷     | راما، تو خواهی آمد                                  | Sri Venkateswara Creations                                                                       | Harish Shankar (کارگردان/فیلم‌نامه)؛ ان.تی راما رائو جونیور، سامانتا روت پرابو، شروتی حسن، Vidyullekha Raman، Rao Ramesh | [ ۲۲۴ ]         |
| S E P T E M B E R | ۲۷     | رانر رانر ‌                                          | فاکس قرن بیستم                                                                                   | برد فرمن (کارگردان)؛ Brian Koppelman، David Levien (فیلم‌نامه)؛ بن افلک، جاستین تیمبرلیک، جما آرترتون، آنتونی مکی | [ ۲۲۵ ]         |

### اکتبر–دسامبر
| افتتاح          | افتتاح | عنوان                           | استودیو                                                                                 | عوامل تولید | منبع    |
| --------------- | ------ | ------------------------------- | --------------------------------------------------------------------------------------- | --- | ------- |
| O C T O B E R   | ۴      | جاذبه ‌                          | برادران وارنر                                                                           | آلفونسو کوارون (کارگردان/فیلم‌نامه)؛ Jonas Cuaron، رودریگو گارسیا (فیلم‌نامه)؛ ساندرا بولاک، جرج کلونی | [ ۲۲۶ ] |
| O C T O B E R   | ۴      | Grace Unplugged                 | رودساید اترکشنز                                                                         | Brad J. Silverman (کارگردان)؛ آجی میچالکا، جیمز دنتون، کوین پولاک، شاونی اسمیت، کریس الیس، مایکل ولچ، Jamie Grace | [ ۲۲۷ ] |
| O C T O B E R   | ۹      | نقشه فرار ‌                      | سامیت انترتینمنت                                                                        | میکل هوفسترم (کارگردان)؛ Miles Chapman، Jason Keller (فیلم‌نامه)؛ سیلوستر استالونه، آرنولد شوارتزنگر، جیمز کاویزل، وینسنت دن آفریو، فیفتی سنت، وینی جونز، ایمی رایان | [ ۲۲۸ ] |
| O C T O B E R   | ۱۱     | کاپیتان فیلیپس ‌                 | کلمبیا پیکچرز                                                                           | پل گرینگرس (کارگردان)؛ بیلی ری (فیلم‌نامه)؛ تام هنکس، کاترین کینر، مکس مارتینی، یول وازکوئز، Michael Chernus، کریس مالکی، کوری جانسون، دیوید وارشوفسکی، جان ماگارو، انگس مک‌اینس | [ ۲۲۹ ] |
| O C T O B E R   | ۱۱     | The Devil's Rapture             | LD Entertainment                                                                        | کریستیان ئی. کریستیانسن (کارگردان)؛ Karl Mueller (فیلم‌نامه)؛ جنیفر کارپنتر، Alycia Debnam-Carey، روفوس سوئل، توماس مک دونل، آدلاید کین، لیه پایپس، کالم مینی، Stacey Edwards، Ric Reitz | [ ۲۳۰ ] |
| O C T O B E R   | ۱۱     | دسته پنجم                       | تاچ‌استون پیکچرز / دریم‌ورکس                                                              | بیل کاندن (کارگردان)؛ جاش سینگر (فیلم‌نامه)؛ بندیکت کامبربچ، دانیل برول، لورا لینی، آنتونی مکی، دیوید تیولیس، استنلی توچی، پیتر کاپالدی، آلیسیا ویکاندر، کاریس فن هاوتن، دن استیونز | [ ۲۳۱ ] |
| O C T O B E R   | ۱۱     | ماچته می‌کشد                     | اوپن رود فیلمز                                                                          | رابرت رودریگز (کارگردان)؛ Kyle Ward (فیلم‌نامه)؛ امبر هرد، مل گیبسون، سوفیا ورگارا، جسیکا آلبا، دنی ترخو، چارلی شین، الکسا وگا، میشل رودریگز، ونسا هاجنز، آنتونیو باندراس، کوبا گودینگ جونیور، ویلیام سدلر، لیدی گاگا، دمیان بیچیر، مارکو زارور | [ ۲۳۲ ] |
| O C T O B E R   | ۱۸     | ۱۲ سال بردگی                    | فاکس سرچلایت پیکچرز / ریجنسی انترتینمنت / River Road Entertainment / پلن بی اینترتینمنت | استیو مک‌کوئین (کارگردان/فیلم‌نامه)؛ جان ریدلی (فیلم‌نامه)؛ چویتل اجیوفور، مایکل فاسبندر، بندیکت کامبربچ، پل دانو، پل جیاماتی، لوپیتا نیونگو، برد پیت، الفری وودارد، کونزنی والیس، روث نگا، سارا پلسون، اسکوت مک‌نری، گرت دیلاهانت، مایکل کی ویلیامز | [ ۲۳۳ ] |
| O C T O B E R   | ۱۸     | کری ‌                            | اسکرین جمز / مترو گلدوین مایر                                                           | کیمبرلی پیرس (کارگردان)؛ Roberto Aguirre-Sacasa (فیلم‌نامه)؛ کلویی گریس مورتس، جولیان مور، گابریلا وایلد، پورتیا دوبلدی، جودی گریر، Ansel Elgort، الکس راسل، سینتیا پرستون، میشل نولدن | [ ۲۳۴ ] |
| O C T O B E R   | ۱۸     | I'm in Love with a Church Girl  | Reverence Gospel Media Films                                                            | Steve Race (کارگردان)؛ جا رول، آدرین بایلون، وینسنت پاستوره، TobyMac، T-Bone، مایکل مدسن، استیون بالدوین | [ ۲۳۵ ] |
| O C T O B E R   | ۲۲     | ثور: دنیای تاریک                | مارول استودیوز                                                                          | آلن تیلور (کارگردان)؛ رابرت رودات، دن پاین، کریستوفر یاست، کریستوفر مارکوس و استیون مک‌فیلی، کریستوفر مارکوس و استیون مک‌فیلی (فیلم‌نامه)؛ کریس همسورث، ناتالی پورتمن، تام هیدلستون، جیمی الکساندر، ادریس البا، زکری لی‌وای، استلان اسکارشگورد، آنتونی هاپکینز، ری استیونسون، تادانابو آسانو، کریستوفر اکلستون، کت دنینگز، آدواله آکینویه آگباجه، رنه روسو | [ ۲۳۶ ] |
| O C T O B E R   | ۲۵     | مشاور ‌                          | فاکس قرن بیستم                                                                          | ریدلی اسکات (کارگردان)؛ کورمک مک‌کارتی (فیلم‌نامه)؛ برد پیت، مایکل فاسبندر، خاویر باردم، کامرون دیاز، پنه‌لوپه کروز، ناتالی دورمر، جان لگویزمائو، دین نوریس | [ ۲۳۷ ] |
| O C T O B E R   | ۲۵     | کله‌خر تقدیم می‌کند: بابا بزرگ بد | پارامونت پیکچرز / MTV Films                                                             | جف ترمین (کارگردان)؛ جانی ناکسویل، Bam Margera، استیو-او، جیسون اکونیا، کریس پونتیوس، پرستون لیسی، دیو انگلند، Ehren McGhehey | [ ۲۳۸ ] |
| O C T O B E R   | ۲۵     | زندگی ادل                       | آی‌اف‌سی فیلمز                                                                            | عبداللطیف کشیش (کارگردان)؛ لئا سیدو، ادل اگزارکوپولوس | [ ۲۳۹ ] |
| O C T O B E R   | ۲۵     | Bastards                        | Sundance Selects                                                                        | کلر دنی (کارگردان/فیلم‌نامه)؛ Jean-Pol Fargeau (فیلم‌نامه)؛ ونسان لندون، کیارا ماسترویانی | [ ۲۴۰ ] |
| O C T O B E R   | ۲۵     | Spinning Plates                 | Film Arcade                                                                             | Joseph Levy (کارگردان/فیلم‌نامه)؛ گرنت اکتز، Thomas Keller، Cindy Breitbach، Gabby Martinez، Mike Breitbach، Francisco Martinez | center> |
| N O V E M B E R | ۱      | باشگاه خریداران دالاس           | فوکس فیچرز                                                                              | ژان-مارک ولی (کارگردان) Craig Borten، Melisa Wallack (فیلم‌نامه)؛ متیو مک‌کانهی، جرد لتو، جنیفر گارنر، دالاس رابرتس، دنی اوهر، استیو زان، گریفین دان، Jane McNeill، James DuMont، بردفورد کاکس، کوین رانکین، Matthew Thompson | [ ۲۴۲ ] |
| N O V E M B E R | ۱      | بازی اندر ‌                      | سامیت انترتینمنت / آد لات اینترتیمنت                                                    | گوین هود (کارگردان/فیلم‌نامه)؛ ایسا باترفیلد، بن کینگزلی، هریسون فورد، هیلی استاینفلد، ابیگیل برسلین، وایولا دیویس، نانسو آنوزی، مویسس آریاس، آرامیس نایت، Jimmy "Jax" Pinchak، Brendan Meyer، Stevie Ray Dillmore، Andrea Powell، Conor Carroll، Suraj Parthasarathy، Khylin Rhambo                                                                    | [ ۲۴۳ ] |
| N O V E M B E R | ۱      | پرندگان آزاد                    | رلتیویتی مدیا / استودیوهای ریل اف‌ایکس کریتیو                                            | جیمی هیوارد (کارگردان)؛ کریگ مازن، David I. Stern، جان جی. اشتراوس (فیلم‌نامه)؛ اوون ویلسون، وودی هارلسون، ایمی پولر، لزلی نیکل، جرج تاکی، کالم مینی، کیث دیوید | [ ۲۴۴ ] |
| N O V E M B E R | ۱      | آخرین وگاس                      | سی‌بی‌اس فیلمز                                                                            | جان ترتل‌تاب (کارگردان)؛ Dan Fogelman، آدام بروکس (فیلم‌نامه)؛ رابرت دنیرو، مورگان فریمن، مایکل داگلاس، مری استینبورگن، کوین کلاین | [ ۲۴۵ ] |
| N O V E M B E R | ۱۱     | عطش مبارزه: اشتعال              | لاینزگیت                                                                                | فرانسیس لارنس (کارگردان)؛ سایمن بوفوی، مایکل آرندت (فیلم‌نامه)؛ جنیفر لارنس، جاش هاچرسون، لیام همسورث، وودی هارلسون، الیزابت بنکس، لنی کراویتز، استنلی توچی، دونالد ساترلند، فیلیپ سیمور هافمن، جفری رایت، ویلو شیلدز، سم کلفلین، جنا مالون، پاتریک سنت اسپری                                                                                           | [ ۲۴۶ ] |
| N O V E M B E R | ۱۵     | The Best Man Holiday            | یونیورسال استودیوز                                                                      | مالکوم دی. لی (کارگردان/فیلم‌نامه)؛ تای دیگز، نیا لانگ، موریس چسنات، هارولد پرینوا، ترنس هاوارد، رجینا هال | [ ۲۴۷ ] |
| N O V E M B E R | ۱۵     | کتاب‌دزد ‌                        | فاکس قرن بیستم                                                                          | برایان پرسیوال (کارگردان)؛ Michael Petroni (فیلم‌نامه)؛ سوفی نیلیس، جفری راش، امیلی واتسون | [ ۲۴۸ ] |
| N O V E M B E R | ۱۵     | The Christmas Candle            | EchoLight studios                                                                       | جان استیونسن (کارگردان)؛ هانس متیسون، سمنتا بارکس، لسلی منویل، سیلوستر مک‌کوی، جیمز کازمو، سوزان بویل، باربارا فلاین، جان هانا | [ ۲۴۹ ] |
| N O V E M B E R | ۱۹     | منجمد                           | والت دیزنی پیکچرز / استودیو انیمیشن‌سازی والت دیزنی                                      | Jennifer Lee (کارگردان/فیلم‌نامه)؛ کریس باک (کارگردان)؛ Shane Morris (فیلم‌نامه)؛ کریستن بل، ایدینا منزل، جش گد، جاناتان گروف، آلن تودیک، سانتینو فونتانا، کریس ویلیامز | [ ۲۵۰ ] |
| N O V E M B E R | ۲۲     | Contracted                      | آی‌اف‌سی فیلمز                                                                            | Eric England (کارگردان)؛ Najarra Townsend، کارولین ویلیامز، Alice Macdonald | [ ۲۵۱ ] |
| N O V E M B E R | ۲۲     | اهداکننده ‌                      | تاچ‌استون پیکچرز / دریم‌ورکس / ریلاینس انترتینمنت                                         | کن اسکات (کارگردان/فیلم‌نامه)؛ کوبی اسمالدرز، کریس پرت، وینس وان، بریت رابرتسون | [ ۲۵۲ ] |
| N O V E M B E R | ۲۲     | نبراسکا ‌                        | سامیت انترتینمنت / پارامونت پیکچرز                                                      | الکساندر پین (کارگردان)؛ Bob Nelson (فیلم‌نامه)؛ بروس درن، ویل فورته، باب ادنکیرک، استیسی کیچ، ژوئن Squibb | [ ۲۵۳ ] |
| N O V E M B E R | ۲۲     | فیلومنا                         | واینستین کمپانی / پتی / بی‌بی‌سی فیلمز / BFI Film Forever                                 | استیون فریرز (کارگردان)؛ استیو کوگان، جف پاپ (فیلم‌نامهs)؛ جودی دنچ، Steve Coogan | [ ۲۵۴ ] |
| N O V E M B E R | ۲۴     | گوینده ۲: افسانه ادامه دارد     | پارامونت پیکچرز / گری سانچز پروداکشنز / آپاتو پروداکشنز                                 | آدام مک‌کی (کارگردان/فیلم‌نامه)؛ ویل فرل (فیلم‌نامه)؛ ویل فرل، کریستینا اپل‌گیت، پل راد، دیوید کوچنر، استیو کارل | [ ۲۵۵ ] |
| N O V E M B E R | ۲۷     | Black Nativity                  | فاکس سرچلایت پیکچرز                                                                     | کیسی لمونز (کارگردان/فیلم‌نامه)؛ فارست ویتاکر، آنجلا باست، ترسی گیبسون، جنیفر هادسون، مری جی. بلایژ، واندی کرتیس-هال، ناز، Rotimi، جیکوب لاتیمور | [ ۲۵۶ ] |
| N O V E M B E R | ۲۷     | گریس موناکو                     | واینستین کمپانی                                                                         | الیویه داهان (کارگردان)؛ آرش عامل (فیلم‌نامه)؛ نیکول کیدمن، پاز وگا، تیم راث، فرانک لانگلا، پارکر پوزی، میلو ونتیمیگلیا، درک جاکوبی | [ ۲۵۷ ] |
| N O V E M B E R | ۲۷     | جبهه خودی                       | اوپن رود فیلمز / Millennium Films                                                       | گری فلدر (کارگردان)؛ سیلوستر استالونه (فیلم‌نامه)؛ جیسون استاتهام، جیمز فرانکو، وینونا رایدر، کیت باسورث، فرانک گریلو | [ ۲۵۸ ] |
| N O V E M B E R | ۲۷     | اولدبوی ‌                        | FilmDistrict                                                                            | اسپایک لی (کارگردان)؛ مارک پروتوسویچ (فیلم‌نامه)؛ ساموئل ال. جکسون، الیزابت اولسن، جاش برولین، شارلتو کوپلی | [ ۲۵۹ ] |
| N O V E M B E R | ۲۹     | ماندلا: راه طولانی به آزادی     | واینستین کمپانی                                                                         | جاستین چادویک (کارگردان)؛ ویلیام نیکلسون (فیلم‌نامه)؛ ادریس البا، نائومی هریس، Tony Kgoroge، Riaad Moosa، Zolani Mkiva، Jamie Bartlett، Lindiwe Matshikiza، Deon Lotz، تری فتو | [ ۲۶۰ ] |
| D E C E M B E R | ۲      | هابیت: برهوت اسماگ              | برادران وارنر / نیو لاین سینما / مترو گلدوین مایر                                       | پیتر جکسون (کارگردان/فیلم‌نامه)؛ فرن والش، فیلیپا بوینس، گیرمو دل تورو (فیلم‌نامه)؛ مارتین فریمن، ایان مک‌کلن، ریچارد آرمیتاژ، بندیکت کامبربچ، اورلاندو بلوم، اوانجلین لیلی، لی پیس، لوک ایوانز، کن استات، جیمز نسبیت | [ ۲۶۱ ] |
| D E C E M B E R | ۶      | Commitment                      | Well Go USA                                                                             | Park Hong-soo (کارگردان)؛ تی.او.پی، هان یه-ری، کیم یو جونگ | [ ۲۶۲ ] |
| D E C E M B E R | ۶      | Crave                           | Phase ۴ Films                                                                           | Charles de Lauzirika (کارگردان)؛ جاش لاوسون، اما لانگ، ران پرلمن | [ ۲۶۳ ] |
| D E C E M B E R | ۶      | درون لوین دیویس                 | سی‌بی‌اس فیلمز                                                                            | برادران کوئن، برادران کوئن (کارگردان/فیلم‌نامه)؛ اسکار آیزاک، کری مولیگان، جان گودمن، گرت هدلند، اف. موری آبراهام، جاستین تیمبرلیک | [ ۲۶۴ ] |
| D E C E M B E R | ۶      | آخرین روزها در مریخ             | مگنولیا پیکچرز                                                                          | Ruairí Robinson (کارگردان)؛ لیو شرایبر، الیاس کوتیاس، رامالا گری، گوران کوستیچ، جانی هریس، تام کالن، Yusra Warsama، اولیویا ویلیامز | [ ۲۶۵ ] |
| D E C E M B E R | ۶      | خارج از کوره                    | رلتیویتی مدیا                                                                           | اسکات کوپر (کارگردان/فیلم‌نامه)؛ کریستین بیل، کیسی افلک، زویی سالدانا، سام شپارد، وودی هارلسون، فارست ویتاکر، ویلم دفو | [ ۲۶۶ ] |
| D E C E M B E R | ۶      | Swerve                          | Cohen Media Group                                                                       | Craig Lahiff (کارگردان)؛ اما بوث، جیسون کلارک، دیوید لیونز، Travis MacMahon، Vince Colosimo | [ ۲۶۷ ] |
| D E C E M B E R | ۱۳     | یک کریسمس مدیایی                | لاینزگیت / استودیوهای تایلر پری                                                         | تایلر پری (کارگردان/فیلم‌نامه)؛ تایلر پری | [ ۲۶۸ ] |
| D E C E M B E R | ۱۳     | حقه‌بازی آمریکایی                | کلمبیا پیکچرز / اطلس انترتینمنت / آناپورنا پیکچرز                                       | دیوید او. راسل (کارگردان/فیلم‌نامه)؛ Eric Warren آوازخوان (فیلم‌نامه)؛ کریستین بیل، بردلی کوپر، ایمی آدامز، جنیفر لارنس، رابرت دنیرو، جرمی رنر، لوئی سی.کی.، مایکل پنیا، جک هیوستون، آلساندرو نیوولا | [ ۲۶۹ ] |
| D E C E M B E R | ۱۳     | نجات آقای بنکس                  | والت دیزنی پیکچرز                                                                       | جان لی هنکاک (کارگردان)؛ Kelly Marcel، Sue Smith (فیلم‌نامه)؛ تام هنکس، اما تامپسون، کالین فارل، پل جیاماتی، جیسون شوارتزمن، روث ویلسون، بی جی نواک | [ ۲۷۰ ] |
| D E C E M B E R | ۱۷     | گرگ وال استریت                  | پارامونت پیکچرز                                                                         | مارتین اسکورسیزی (کارگردان)؛ ترنس وینتر (فیلم‌نامه)؛ لئوناردو دی‌کاپریو، جونا هیل، متیو مک‌کانهی، کایل چندلر، ژان دوژاردن، مارگو رابی، جان برنثال، راب رینر، پی. جی. برن | [ ۲۷۱ ] |
| D E C E M B E R | ۱۸     | او ‌                             | برادران وارنر / آناپورنا پیکچرز                                                         | اسپایک جونز (کارگردان/فیلم‌نامه)؛ رونی مارا، ایمی آدامز، سامانتا مورتون، واکین فینیکس، اولیویا وایلد، کریس پرت | [ ۲۷۲ ] |
| D E C E M B E R | ۲۰     | Walking with Dinosaurs          | فاکس قرن بیستم / ریلاینس انترتینمنت / بی‌بی‌سی فیلمز                                      | Neil Nightengale، Pierre de Lespinois، Barry Cook (کارگردانs)؛ John Collee، Theodore Thomas (فیلم‌نامه)؛ چارلی رو | [ ۲۷۳ ] |
| D E C E M B E R | ۲۰     | The Harry Hill Movie            | Lucky Features                                                                          | Steve Bendelack (کارگردان)؛ Harry Hill (فیلم‌نامه)؛ Harry Hill، جولی والترز، مت لوکاس، سیمون برد، جانی وگاس |         |
| D E C E M B E R | ۲۵     | ۴۷ رونین ‌                       | یونیورسال استودیوز                                                                      | Carl Rinsch (کارگردان)؛ کریس مورگان، حسین امینی (فیلم‌نامه)؛ کیانو ریوز، هیرویوکی سانادا، کو شیباساکی، تادانابو آسانو، رینکو کیکوچی | [ ۲۷۴ ] |
| D E C E M B E R | ۲۵     | مبارزه کینه ‌                    | برادران وارنر                                                                           | پیتر سگال (کارگردان)؛ تیم کلهر، Doug Ellin، Bill Gerber (فیلم‌نامه)؛ سیلوستر استالونه، رابرت دنیرو، آلن آرکین، کوین هارت، کیم بسینگر | [ ۲۷۵ ] |
| D E C E M B E R | ۲۵     | جک رایان: سرباز سایه            | پارامونت پیکچرز / اسکای‌دنس مدیا                                                         | کنت برانا (کارگردان)؛ دیوید کپ، Adam Cozad، Anthony Peckham، استیون زایلیان (فیلم‌نامه)؛ کریس پاین، کوین کاستنر، کیرا نایتلی، Kenneth Branagh | [ ۲۷۶ ] |
| D E C E M B E R | ۲۵     | زندگی پنهان والتر میتی          | فاکس قرن بیستم / ساموئل گلدوین فیلمز                                                    | بن استیلر (کارگردان)؛ Steve Conrad (فیلم‌نامه)؛ بن استیلر، کریستن ویگ، شرلی مک‌لین، شان پن، پتن اسوالت، ادام اسکات، کاترین هان | [ ۲۷۷ ] |
| D E C E M B E R | ۲۷     | تنها بازمانده                   | یونیورسال استودیوز                                                                      | پیتر برگ (کارگردان)؛ مارک والبرگ، تیلور کیچ، بن فاستر، امیل هرش، اریک بانا | [ ۲۷۸ ] |

## درگذشت‌ها
| ماه                     | روز | نام                   | سن  | ملیت                   | شغل                               | فیلم‌های مطرح                                                                                |
| ژانویه                  | ۱   | پتی پیج               | ۸۵  | آمریکایی               | بازیگر، آوازخوان                  | Boys' Night Out المر گنتری                                                                  |
| ژانویه                  | ۱   | باربارا ورل           | ۸۴  | آمریکایی               | بازیگر، آوازخوان                  | نبرد تانک‌ها نسل کمیاب                                                                       |
| ژانویه                  | ۲   | Council Cargle        | ۷۷  | آمریکایی               | بازیگر                            | Detroit ۹۰۰۰ جکی براون                                                                      |
| ژانویه                  | ۲   | Ned Wertimer          | ۸۹  | آمریکایی               | بازیگر                            | دزدان دریایی کارائیب: پایان جهان The Strongest Man in the World                             |
| ژانویه                  | ۴   | تونی لیپ              | ۸۲  | آمریکایی               | بازیگر                            | پدرخوانده رفقای خوب                                                                         |
| ژانویه                  | ۵   | Martha Greenhouse     | ۹۱  | آمریکایی               | بازیگر                            | The Stepford Wives موزها                                                                    |
| ژانویه                  | ۵   | Claude Préfontaine    | ۷۹  | کانادایی               | بازیگر                            | Black Robe بعضی دخترها                                                                      |
| ژانویه                  | ۷   | دیوید آر الیس         | ۶۰  | آمریکایی               | کارگردان، Cameraman، بدلکار       | مارها در هواپیما موبایل صورت‌زخمی کاملاً طوفانی کوسه شب                                       |
| ژانویه                  | ۸   | Matthew Dickens       | ۵۱  | فرانسوی-آمریکایی       | بازیگر، طراح رقص                  | دختران رؤیایی Rent                                                                          |
| ژانویه                  | ۹   | Rex Trailer           | ۸۴  | آمریکایی               | بازیگر                            | آرواره‌ها پری‌های دریایی                                                                      |
| ژانویه                  | ۱۱  | ماری‌آنجلا ملاتو       | ۷۱  | ایتالیایی              | بازیگر                            | فلش گوردون So Fine                                                                          |
| ژانویه                  | ۱۱  | Billy Varga           | ۹۴  | آمریکایی               | بازیگر                            | گاو خشمگین خانم سیدی تامسون                                                                 |
| ژانویه                  | ۱۳  | Bille Brown           | ۶۱  | استرالیایی             | بازیگر                            | سرگذشت نارنیا: سفر کشتی سپیده‌پیما نخبگان قاتل                                               |
| ژانویه                  | ۱۴  | کنراد باین            | ۸۹  | کانادایی-آمریکایی      | بازیگر                            | موزها C.H.O.M.P.S.                                                                          |
| ژانویه                  | ۱۵  | ناگیسا اوشیما         | ۸۱  | ژاپنی                  | کارگردان                          | Night and Fog in Japan Death by Hanging                                                     |
| ژانویه                  | ۱۶  | Perrette Pradier      | ۷۴  | فرانسوی                | بازیگر                            | اسب کهر را بنگر خانه پوشالی                                                                 |
| ژانویه                  | ۲۱  | مایکل وینر            | ۷۷  | انگلیسی                | کارگردان، تهیه‌کننده               | Death Wish films مکانیک                                                                     |
| ژانویه                  | ۲۲  | Leslie Frankenheimer  | ۶۴  | آمریکایی               | Set Designer                      | بلید رانر برادران بلوز                                                                      |
| ژانویه                  | ۲۳  | Susan Douglas Rubes   | ۸۷  | اتریشی-کانادایی        | بازیگر                            | پنج Targets                                                                                 |
| ژانویه                  | ۲۳  | Janice Knickrehm      | ۸۷  | آمریکایی               | بازیگر                            | هالووین ۶: نفرین مایکل مایرز اس ال سی پانک!                                                 |
| ژانویه                  | ۲۵  | Normand Corbeil       | ۵۶  | کانادایی               | آهنگ‌ساز                           | مخاطره مضاعف White Noise: The Light                                                         |
| ژانویه                  | ۲۶  | Patricia Lovell       | ۸۳  | استرالیایی             | تهیه‌کننده                         | پیک‌نیک در هنگینگ راک گالیپولی                                                               |
| ژانویه                  | ۲۶  | Lloyd Phillips        | ۶۳  | آفریقای جنوبی-نیوزلندی | تهیه‌کننده                         | حرامزاده‌های لعنتی افسانه زورو ۱۲ میمون مرد پولادین محدودیت عمودی                            |
| ژانویه                  | ۲۷  | Sally Starr           | ۹۰  | آمریکایی               | بازیگر                            | The Outlaws Is Coming The in Crowd                                                          |
| ژانویه                  | ۲۸  | Keith Marsh           | ۸۶  | انگلیسی                | بازیگر                            | Daleks – Invasion Earth: 2150 A.D. اسکروج                                                   |
| ژانویه                  | ۲۹  | برنارد هورسفال        | ۸۲  | انگلیسی                | بازیگر                            | شجاع‌دل گاندی                                                                                |
|                         | ۲۹  | Garrett Lewis         | ۷۷  | آمریکایی               | Set Decorator                     | هوک زن زیبا                                                                                 |
|                         | ۳۰  | Patty Andrews         | ۹۴  | آمریکایی               | آوازخوان، بازیگر                  | Road to Rio In the Navy                                                                     |
|                         | ۳۱  | R. Gilbert Clayton    | ۹۰  | آمریکایی               | Set Designer، بازیگر              | آرماگدون بتمن و رابین                                                                       |
| فوریه                   | ۱   | رابین ساکس            | ۶۲  | انگلیسی                | بازیگر                            | جهان گمشده: پارک ژوراسیک یازده یار اوشن                                                     |
| فوریه                   | ۲   | جان کر                | ۸۱  | آمریکایی               | بازیگر                            | آرام جنوبی شاهنشاه                                                                          |
| فوریه                   | ۳   | Peter Gilmore         | ۸۱  | آلمانی-انگلیسی         | بازیگر                            | ادامه بده Warlords of Atlantis                                                              |
| فوریه                   | ۵   | Stuart Freeborn       | ۹۸  | انگلیسی                | Make-Up Artist                    | جنگ ستارگان سوپرمن در فیلم                                                                  |
| فوریه                   | ۵   | جری همبلینگ           | ۸۶  | انگلیسی                | ویرایشگر فیلم                     | دیوار پینک فلوید شهرت                                                                       |
| فوریه                   | ۵   | Paul Tanner           | ۹۵  | آمریکایی               | بازیگر                            | داستان گلن میلر Orchestra Wives                                                             |
| فوریه                   | ۸   | Chris Brinker         | ۴۲  | آمریکایی               | تهیه‌کننده، کارگردان               | قدیسان بوندوک The Boondock Saints II: All Saints Day                                        |
| فوریه                   | ۸   | Alan Sharp            | ۷۹  | اسکاتلندی-آمریکایی     | فیلم‌نامه‌نویس                      | The Hired Hand Ulzana's Raid                                                                |
| فوریه                   | ۱۱  | Rick Huxley           | ۷۲  | انگلیسی                | بازیگر                            | Catch Us If You Can Pit of Darkness                                                         |
| فوریه                   | ۱۳  | جری دی                | ۹۱  | آمریکایی               | فیلم‌نامه‌نویس                      | سیاه‌چاله The Watcher in the Woods                                                           |
| فوریه                   | ۱۴  | Richard J. Collins    | ۹۸  | آمریکایی               | فیلم‌نامه‌نویس                      | سرگذشت حاجی بابا Song of Russia                                                             |
| فوریه                   | ۱۶  | Harald Siepermann     | ۵۰  | آلمانی                 | انیمیشن ساز                       | افسون‌زده تارزان                                                                             |
| فوریه                   | ۱۷  | ریچارد برایرز         | ۷۹  | انگلیسی                | بازیگر                            | پیتر پن دنیای اسپایس                                                                        |
| فوریه                   | ۱۸  | السپت گری             | ۸۳  | اسکاتلندی              | بازیگر                            | چهار عروسی و یک تشییع جنازه خداحافظ، آقای چپیس                                              |
| فوریه                   | ۱۸  | Matt Mattox           | ۹۱  | آمریکایی               | بازیگر، رقاص                      | مردها و عروسک‌ها هیچ شغلی مثل نمایش نیست                                                     |
| فوریه                   | ۱۹  | John Brascia          | ۸۰  | آمریکایی               | بازیگر، رقاص                      | کریسمس سفید Meet Me in Las Vegas                                                            |
| فوریه                   | ۱۹  | لو مایرز              | ۷۷  | آمریکایی               | بازیگر                            | برنامه‌ریز عروسی How Stella Got Her Groove Back                                              |
| فوریه                   | ۲۱  | باب گادفری            | ۹۱  | استرالیایی-انگلیسی     | انیمیشن ساز، بازیگر               | Great The Road to Hong Kong                                                                 |
| فوریه                   | ۲۱  | Del Tenney            | ۸۲  | آمریکایی               | کارگردان، تهیه‌کننده               | The Horror of Party Beach The Curse of the Living Corpse                                    |
| فوریه                   | ۲۲  | George Ives           | ۸۷  | آمریکایی               | بازیگر                            | ظلم تحمل‌ناپذیر مردی که آنجا نبود                                                            |
| فوریه                   | ۲۷  | دیل رابرتسون          | ۸۹  | آمریکایی               | بازیگر                            | The Man from Button Willow گاو نشسته                                                        |
| فوریه                   | ۲۸  | آرماندو ترووایولی     | ۹۵  | ایتالیایی              | آهنگ‌ساز، رهبر ارکستر              | دیروز، امروز، فردا یک روز بخصوص                                                             |
| مارس                    | ۱   | بانی فرانکلین         | ۶۹  | آمریکایی               | بازیگر                            | A Summer Place مرد عوضی                                                                     |
| مارس                    | ۱   | پت کین                | ۷۹  | انگلیسی                | بازیگر                            | موجودات درنده آقای وقت‌شناس                                                                  |
| مارس                    | ۱   | Ric Menello           | ۶۰  | آمریکایی               | فیلم‌نامه‌نویس                      | Tougher Than Leather دو عاشق                                                                |
| مارس                    | ۴   | میکی مور              | ۹۸  | کانادایی-آمریکایی      | بازیگر، کارگردان                  | The Dramatic Life of Abraham Lincoln شاهنشاه                                                |
| مارس                    | ۴   | فرن وارن              | ۸۷  | آمریکایی               | بازیگر، آوازخوان                  | ملاقات ابوت و کاستلو با کاپیتان کید Mr. Imperium                                            |
| مارس                    | ۵   | Robert Relyea         | ۸۲  | آمریکایی               | تهیه‌کننده                         | آخرین حرکت قهرمان The Day of the Dolphin                                                    |
| مارس                    | ۵   | آرتور استوچ           | ۸۷  | آمریکایی               | بازیگر                            | جن‌گیر The Strange One                                                                       |
| مارس                    | ۷   | Kenny Ball            | ۸۲  | انگلیسی                | بازیگر                            | Live It Up! It's Trad, Dad!                                                                 |
| مارس                    | ۷   | Sybil Christopher     | ۸۳  | Welsh-آمریکایی         | بازیگر                            | آخرین روزهای دولوین Kitty                                                                   |
| مارس                    | ۷   | دامیانو دامیانی       | ۹۰  | ایتالیایی              | کارگردان                          | Amityville II: The Possession The Devil Is a Woman                                          |
| مارس                    | ۷   | Willy Switkes         | ۸۳  | آمریکایی               | بازیگر                            | توتسی Playing for Keeps                                                                     |
| مارس                    | ۱۳  | مالاکی ترون           | ۸۴  | آمریکایی               | بازیگر                            | اگه می‌تونی منو بگیر بو ژست                                                                  |
| مارس                    | ۱۴  | Edward Bland          | ۸۶  | آمریکایی               | آهنگ‌ساز، کارگردان                 | Cry of Jazz داستان یک سرباز                                                                 |
| مارس                    | ۱۴  | Subas Herrero         | ۶۹  | Filipino               | بازیگر                            | نیروی دلتا ۲: اتصال کلمبیا Black Mama White Mama                                            |
| مارس                    | ۱۵  | Terry Lightfoot       | ۷۷  | انگلیسی                | بازیگر، Arranger                  | فراوانی It's Trad, Dad!                                                                     |
| مارس                    | ۱۵  | Leverne McDonnell     | ۴۹  | استرالیایی             | بازیگر                            | مصاحبه Four of a Kind                                                                       |
| مارس                    | ۱۶  | فرانک تورنتون         | ۹۲  | انگلیسی                | بازیگر                            | Are You Being Served? سه تفنگدار                                                            |
| مارس                    | ۱۷  | Rosine Delamare       | ۱۰۱ | فرانسوی                | طراح لباس                         | The Madwoman of Chaillot شب ژنرال‌ها                                                         |
| مارس                    | ۲۰  | ریسا استیونز          | ۹۹  | آمریکایی               | بازیگر، آوازخوان                  | به راه خود می‌روم Journey Back to Oz                                                         |
| مارس                    | ۲۰  | Jack Stokes           | ۹۲  | انگلیسی                | انیمیشن ساز                       | زیردریایی زرد The Princess and the Goblin                                                   |
| مارس                    | ۲۱  | Robert Nichols        | ۸۸  | آمریکایی               | بازیگر                            | فرار از سیاره میمون‌ها ژولیوس سزار                                                           |
| مارس                    | ۲۳  | David Early           | ۷۴  | آمریکایی               | بازیگر                            | طلوع مردگان سکوت بره‌ها                                                                      |
| مارس                    | ۲۳  | Norman Palmer         | ۹۴  | آمریکایی               | ویرایشگر فیلم                     | برهوت سفید Midnight Madness                                                                 |
| مارس                    | ۲۴  | Peter Duryea          | ۷۴  | آمریکایی               | بازیگر                            | Lt. Robin Crusoe, U.S.N. Catalina Caper                                                     |
| مارس                    | ۲۶  | دن پاین               | ۴۸  | آمریکایی               | فیلم‌نامه‌نویس                      | ثور چهار شگفت‌انگیز: قیام موج‌سوار نقره‌ای                                                     |
| مارس                    | ۲۷  | فی کنین               | ۹۵  | آمریکایی               | فیلم‌نامه نویس، بازیگر             | نورچشمی معلم جنس مخالف                                                                      |
| مارس                    | ۲۸  | ریچارد گریفیتس        | ۶۵  | انگلیسی                | بازیگر                            | هری پاتر دزدان دریایی کارائیب: سوار بر امواج ناشناخته                                       |
| مارس                    | ۲۹  | انتسو یاناچی          | ۷۷  | ایتالیایی              | بازیگر، آوازخوان                  | L'udienza A Joke of Destiny                                                                 |
| مارس                    | ۳۰  | برایان آکلند-اسنو     | ۷۲  | انگلیسی                | طراح تولید، کارگردان هنری         | اتاقی با یک چشم‌انداز سوپرمن ۳                                                               |
| مارس                    | ۳۱  | Helena Carroll        | ۸۴  | اسکاتلندی-آمریکایی     | بازیگر                            | راکی ۵ دوستان ادی کویل                                                                      |
| آوریل                   | ۲   | خسوس فرانکو           | ۸۲  | اسپانیایی              | کارگردان، فیلم‌نامه‌نویس            | کنت دراکولا تبار فو مانچو                                                                   |
| آوریل                   | ۲   | مایلو اوشی            | ۸۶  | ایرلندی-آمریکایی       | بازیگر                            | اولیس رومئو و ژولیت                                                                         |
| آوریل                   | ۳   | روث پراور جابوالا     | ۸۵  | آلمانی-آمریکایی        | فیلم‌نامه‌نویس                      | اتاقی با یک چشم‌انداز جفرسون در پاریس                                                        |
| آوریل                   | ۳   | Jean Sincere          | ۹۳  | آمریکایی               | بازیگر                            | شگفت‌انگیزان رکسان                                                                           |
| آوریل                   | ۴   | راجر ایبرت            | ۷۰  | آمریکایی               | منتقد، فیلم‌نامه‌نویس               | Beyond the Valley of the Dolls Beneath the Valley of the Ultra-Vixens                       |
| آوریل                   | ۴   | Tommy Tycho           | ۸۴  | مجارستانی-استرالیایی   | آهنگ‌ساز                           | Young Einstein Reckless Kelly                                                               |
| آوریل                   | ۶   | بیگاس لونا            | ۶۷  | اسپانیایی              | کارگردان                          | خامون خامون Bámbola                                                                         |
| آوریل                   | ۷   | میکی رز               | ۷۷  | آمریکایی               | فیلم‌نامه‌نویس                      | موزها پول را بردار و فرار کن                                                                |
| آوریل                   | ۸   | ریچارد بروکر          | ۵۸  | انگلیسی                | بازیگر، بدلکار                    | جمعه سیزدهم قسمت سوم Deathstalker                                                           |
| آوریل                   | ۸   | آنت فونیچلو           | ۷۰  | آمریکایی               | بازیگر، آوازخوان                  | بیچ پارتی Babes in Toyland                                                                  |
| آوریل                   | ۸   | Greg Kramer           | ۵۱  | انگلیسی-کانادایی       | بازیگر                            | روز پس از فردا ۳۰۰                                                                          |
| آوریل                   | ۸   | سارا مونتیل           | ۸۵  | اسپانیایی              | بازیگر، آوازخوان                  | ورا کروز Serenade                                                                           |
| آوریل                   | ۱۱  | جاناتان وینترز        | ۸۷  | آمریکایی               | بازیگر، کمدین                     | دنیای دیوانه، دیوانه، دیوانه، دیوانه اسمورف‌ها                                               |
| آوریل                   | ۱۲  | Michael France        | ۵۱  | آمریکایی               | فیلم‌نامه‌نویس                      | گولدن‌آی چهار شگفت‌انگیز                                                                      |
| آوریل                   | ۱۳  | فرانک بنک             | ۷۱  | آمریکایی               | بازیگر                            | Leave It to Beaver The Story of Will Rogers                                                 |
| آوریل                   | ۱۵  | Richard Collins       | ۶۶  | کانادایی               | بازیگر                            | Trailer Park Boys: The Movie Trailer Park Boys: Countdown to Liquor Day                     |
| آوریل                   | ۱۵  | ریچارد لپارمنتیر      | ۶۶  | آمریکایی-انگلیسی       | بازیگر                            | جنگ ستارگان چه کسی برای راجر رابیت پاپوش دوخت؟                                              |
| آوریل                   | ۱۹  | آلن آربس              | ۹۵  | آمریکایی               | بازیگر                            | دیمین: طالع نحس ۲ W.C. Fields and Me                                                        |
| آوریل                   | ۲۰  | Glenn Cannon          | ۸۰  | آمریکایی               | بازیگر                            | Cop Hater تصویر عروس                                                                        |
| آوریل                   | ۲۰  | دیانا دربین           | ۹۱  | کانادایی-فرانسوی       | بازیگر، آوازخوان                  | For the Love of Mary Lady on a Train                                                        |
| آوریل                   | ۲۰  | Nosher Powell         | ۸۴  | انگلیسی                | بازیگر، بدلکار                    | جیمز باند ادامه بده                                                                         |
| آوریل                   | ۲۲  | Vivi Bach             | ۷۳  | دانمارکی               | بازیگر                            | Death Drums Along the River Assignment K                                                    |
| آوریل                   | ۲۲  | ریچی هیونز            | ۷۲  | آمریکایی               | بازیگر، آوازخوان                  | من آنجا نیستم Catch My Soul                                                                 |
| آوریل                   | ۲۳  | Norman Jones          | ۸۰  | انگلیسی                | بازیگر                            | اوه! چه جنگ دلپذیری فقط دو بار زندگی می‌کنید                                                 |
| آوریل                   | ۲۵  | Sean Caffrey          | ۷۳  | ایرلندی                | بازیگر                            | نفرین پلنگ صورتی When Dinosaurs Ruled the Earth                                             |
| آوریل                   | ۲۵  | ویرجینیا گیبسون       | ۸۸  | آمریکایی               | بازیگر، آوازخوان                  | هفت عروس برای هفت برادر مضحک‌روی                                                             |
| آوریل                   | ۲۵  | Johnny Lockwood       | ۹۲  | انگلیسی-استرالیایی     | بازیگر                            | مولن روژ! The Rage in Placid Lake                                                           |
| آوریل                   | ۲۵  | آنا پروکلمر           | ۸۹  | ایتالیایی              | بازیگر                            | A Matter of Time سفر به ایتالیا                                                             |
| آوریل                   | ۲۶  | جکلین بروکس           | ۸۲  | آمریکایی               | بازیگر                            | The Naked Gun ۲½: The Smell of Fear پسر خوب                                                 |
| آوریل                   | ۲۷  | Brad Lesley           | ۵۴  | آمریکایی               | بازیگر                            | Little Big League Mr. Baseball                                                              |
| آوریل                   | ۳۰  | Mike Gray             | ۷۷  | آمریکایی               | کارگردان، تهیه‌کننده               | سندروم چین Code of Silence                                                                  |
| May                     | ۴   | Mario Machado         | ۷۸  | چینی-آمریکایی          | بازیگر                            | RoboCop صورت‌زخمی                                                                            |
| May                     | ۵   | روسلا فالک            | ۸۶  | ایتالیایی              | بازیگر                            | Modesty Blaise The Legend of Lylah Clare                                                    |
| May                     | ۵   | Dean Jeffries         | ۸۰  | آمریکایی               | بدلکار                            | جان‌سخت ۳ برادران بلوز                                                                       |
| May                     | ۷   | ری هری‌هاوزن           | ۹۲  | آمریکایی               | جلوه‌های ویژه، تهیه‌کننده           | برخورد تایتان‌ها جیسن و آرگونات‌ها                                                            |
| May                     | ۷   | Aubrey Woods          | ۸۵  | انگلیسی                | بازیگر، آوازخوان                  | ویلی وانکا و کارخانه شکلات‌سازی ماجرای مرموز و پرالتهاب                                      |
| May                     | ۸   | جین کوپر              | ۸۴  | آمریکایی               | بازیگر                            | Tony Rome Kansas City Bomber                                                                |
| May                     | ۸   | برایان فوربز          | ۸۶  | انگلیسی                | کارگردان، فیلم‌نامه نویس، بازیگر   | The Stepford Wives The League of Gentlemen                                                  |
| May                     | ۸   | تیلور مید             | ۸۸  | آمریکایی               | بازیگر                            | قهوه و سیگار Frogs for Snakes                                                               |
| May                     | ۱۰  | Vincent Dowling       | ۸۳  | ایرلندی-آمریکایی       | بازیگر                            | On Broadway Young Cassidy                                                                   |
| May                     | ۱۰  | Laurence Haddon       | ۹۰  | آمریکایی               | بازیگر                            | دره عروسک‌ها پرده پاره                                                                       |
| May                     | ۱۰  | Bill Miles            | ۸۳  | آمریکایی               | کارگردان، تهیه‌کننده               | Liberators: Fighting on Two Fronts in World War II                                          |
| May                     | ۱۳  | Joyce Brothers        | ۸۵  | آمریکایی               | بازیگر                            | ضد جاسوسی Loaded Weapon ۱                                                                   |
| May                     | ۱۵  | لیندن چیلز            | ۸۰  | آمریکایی               | بازیگر                            | کنترپوان تگزاس آن سوی رودخانه                                                               |
| May                     | ۱۷  | Penne Hackforth-Jones | ۶۳  | آمریکایی-استرالیایی    | بازیگر                            | عروسی موریل Mao's Last Dancer                                                               |
| May                     | ۱۷  | آلن اودی              | ۷۲  | آمریکایی               | آهنگ‌ساز، بازیگر                   | گروه کلوپ بی‌کسان گروهبان فلفل Wild Guitar                                                   |
| May                     | ۱۸  | استیو فارست           | ۸۷  | آمریکایی               | بازیگر                            | سوات Mommie Dearest                                                                         |
| May                     | ۱۸  | Arthur Malet          | ۸۵  | انگلیسی-آمریکایی       | بازیگر، آوازخوان                  | مری پاپینز هالووین                                                                          |
| May                     | ۲۱  | Frank Comstock        | ۹۰  | آمریکایی               | آهنگ‌ساز، رهبر ارکستر              | The Last Time I Saw Archie سلام، دالی!                                                      |
| May                     | ۲۱  | Bob Thompson          | ۸۸  | آمریکایی               | آهنگ‌ساز                           | پاپای پیک‌نیک                                                                                |
| May                     | ۲۲  | Richard Thorp         | ۸۱  | انگلیسی                | بازیگر                            | سدشکنان The Barretts of Wimpole Street                                                      |
| May                     | ۲۶  | Otto Muehl            | ۸۸  | اتریشی                 | کارگردان                          | 2. Totalaktion Direct Art Festival                                                          |
| May                     | ۲۷  | Bill Pertwee          | ۸۶  | انگلیسی                | بازیگر                            | ارتش بابا ادامه بده                                                                         |
| May                     | ۲۸  | ادی آرنت              | ۸۸  | لهستانی-آلمانی         | بازیگر                            | Traitor's Gate Circus of Fear                                                               |
| May                     | ۲۸  | Eddie Romero          | ۸۸  | فیلیپینی               | کارگردان، تهیه‌کننده، فیلم‌نامه‌نویس | Black Mama White Mama Cry of Battle                                                         |
| May                     | ۲۹  | نینو بارالی           | ۸۸  | ایتالیایی              | ویرایشگر فیلم                     | خوب، بد، زشت روزی روزگاری در غرب                                                            |
| May                     | ۳۰  | هلن هنف               | ۷۹  | آمریکایی               | بازیگر                            | ایستگاه بعدی، روستای گرینویچ آرتور                                                          |
| May                     | ۳۱  | جین استیپلتون         | ۹۰  | آمریکایی               | بازیگر                            | ایمیل داری Bells Are Ringing                                                                |
| فهرست مرگ‌ها بر پایه سال | ۱   | William Cartwright    | ۹۲  | آمریکایی               | ویرایشگر فیلم                     | The Devil's Brigade The Bridge at Remagen                                                   |
| فهرست مرگ‌ها بر پایه سال | ۳   | Deacon Jones          | ۷۴  | آمریکایی               | بازیگر                            | بهشت می‌تواند صبر کند Black Gunn                                                             |
| فهرست مرگ‌ها بر پایه سال | ۵   | Don Bowman            | ۷۵  | آمریکایی               | بازیگر، آوازخوان                  | Hillbillys in a Haunted House The Las Vegas Hillbillys                                      |
| فهرست مرگ‌ها بر پایه سال | ۵   | Katherine Woodville   | ۷۴  | انگلیسی-آمریکایی       | بازیگر                            | Posse The Informers                                                                         |
| فهرست مرگ‌ها بر پایه سال | ۶   | Maxine Stuart         | ۹۴  | آمریکایی               | بازیگر                            | Kitten with a Whip روزگار شراب و گل‌های سرخ                                                  |
| فهرست مرگ‌ها بر پایه سال | ۶   | استر ویلیامز          | ۹۱  | آمریکایی               | بازیگر                            | Million Dollar Mermaid That's Entertainment!                                                |
| فهرست مرگ‌ها بر پایه سال | ۷   | دیوید لاین            | ۷۲  | انگلیسی                | بازیگر                            | Greenfingers Defence of the Realm                                                           |
| فهرست مرگ‌ها بر پایه سال | ۸   | Angus MacKay          | ۸۶  | انگلیسی                | بازیگر                            | تعطیلات اروپا شاه رالف                                                                      |
| فهرست مرگ‌ها بر پایه سال | ۹   | هری لویس              | ۹۳  | آمریکایی               | بازیگر                            | کی لارگو ده فرمان                                                                           |
| فهرست مرگ‌ها بر پایه سال | ۱۷  | Michael Goldie        | ۸۱  | انگلیسی                | بازیگر                            | رابین هود: شاهزاده دزدان The Horror of Frankenstein                                         |
| فهرست مرگ‌ها بر پایه سال | ۱۸  | Dave Petitjean        | ۸۵  | آمریکایی               | بازیگر                            | قلب فرشته مغلوب قانون                                                                       |
| فهرست مرگ‌ها بر پایه سال | ۱۹  | جیمز گاندولفینی       | ۵۱  | آمریکایی               | بازیگر                            | سی دقیقه پس از نیمه‌شب کوتوله را بگیرید در چرخه مردی که آنجا نبود جایی که موجودات وحشی هستند |
| فهرست مرگ‌ها بر پایه سال | ۲۰  | Diosa Costello        | ۱۰۰ | Puerto Rican-آمریکایی  | بازیگر، آوازخوان                  | خانم سیدی تامسون گاوبازها                                                                   |
| فهرست مرگ‌ها بر پایه سال | ۲۰  | John David Wilson     | ۹۳  | انگلیسی                | انیمیشن ساز، تهیه‌کننده            | پیتر پن بانو و ولگرد                                                                        |
| فهرست مرگ‌ها بر پایه سال | ۲۱  | Charles L. Campbell   | ۸۲  | آمریکایی               | ویرایشگر صدا                      | بازگشت به آینده ای. تی. موجود فرازمینی موشک‌زن کلوپ صبحانه هوک                               |
| فهرست مرگ‌ها بر پایه سال | ۲۱  | دایان کلیر            | ۷۴  | انگلیسی                | بازیگر                            | Ice Cold in Alex بی‌احتیاط                                                                   |
| فهرست مرگ‌ها بر پایه سال | ۲۱  | جری دکستر             | ۷۵  | آمریکایی               | بازیگر                            | The Reluctant Astronaut قهرمان اسکی                                                         |
| فهرست مرگ‌ها بر پایه سال | ۲۱  | الیوت رید             | ۹۳  | آمریکایی               | بازیگر                            | آقایان موطلایی‌ها را ترجیح می‌دهند میراث باد                                                  |
| فهرست مرگ‌ها بر پایه سال | ۲۲  | گری دیوید گلدبرگ      | ۶۸  | آمریکایی               | کارگردان، فیلم‌نامه‌نویس            | باید سگ‌ها را دوست داشت خدانگهدار عشق                                                        |
| فهرست مرگ‌ها بر پایه سال | ۲۳  | ریچارد متیسون         | ۸۷  | آمریکایی               | فیلم‌نامه‌نویس                      | آرواره‌ها ۳ منطقه گرگ و میش: فیلم                                                            |
| فهرست مرگ‌ها بر پایه سال | ۲۳  | Darryl Read           | ۶۱  | انگلیسی                | بازیگر، آوازخوان                  | The Lost Continent Great Catherine                                                          |
| فهرست مرگ‌ها بر پایه سال | ۲۵  | مارک فیشر             | ۶۶  | انگلیسی                | Set Designer                      | Shine a Light Stones at the Max                                                             |
| فهرست مرگ‌ها بر پایه سال | ۲۹  | جیم کلی               | ۶۷  | آمریکایی               | بازیگر، Martial Artist            | اژدها وارد می‌شود Black Belt Jones                                                           |
| فهرست مرگ‌ها بر پایه سال | ۲۹  | Victor Lundin         | ۸۳  | آمریکایی               | بازیگر، آوازخوان                  | Robinson Crusoe on Mars بزرگترین داستان عالم                                                |
| فهرست مرگ‌ها بر پایه سال | ۱   | پال جنکینس            | ۷۴  | آمریکایی               | بازیگر                            | محله چینی‌ها شبکه                                                                            |
| فهرست مرگ‌ها بر پایه سال | ۳   | فرانک موریس           | ۸۵  | آمریکایی               | ویرایشگر فیلم                     | عشق‌بازی با سنگ اتصال کوتاه                                                                  |
| فهرست مرگ‌ها بر پایه سال | ۳   | PJ Torokvei           | ۶۲  | کانادایی               | فیلم‌نامه‌نویس                      | Caddyshack II بازگشت به مدرسه                                                               |
| فهرست مرگ‌ها بر پایه سال | ۳   | Snoo Wilson           | ۶۴  | انگلیسی                | فیلم‌نامه‌نویس                      | آیشمان Shadey                                                                               |
| فهرست مرگ‌ها بر پایه سال | ۷   | جو کانلی              | ۸۵  | آمریکایی               | بازیگر                            | دورافتاده Crime of Passion                                                                  |
| فهرست مرگ‌ها بر پایه سال | ۷   | آنا وینگ              | ۹۸  | انگلیسی                | بازیگر                            | سگ باسکرویل پراویدنس                                                                        |
| فهرست مرگ‌ها بر پایه سال | ۱۰  | پل بهاتاچارجی         | ۵۳  | انگلیسی                | بازیگر                            | کازینو رویال بهترین هتل عجیب مریگولد                                                        |
| فهرست مرگ‌ها بر پایه سال | ۱۲  | Alan Whicker          | ۸۷  | مصری-انگلیسی           | بازیگر                            | The Magic Christian سکوت خشمناک                                                             |
| فهرست مرگ‌ها بر پایه سال | ۱۳  | کوری مونتیه           | ۳۱  | کانادایی               | بازیگر، آوازخوان                  | مونته کارلو مقصد نهایی ۳                                                                    |
| فهرست مرگ‌ها بر پایه سال | ۱۴  | دنیس بارکلی           | ۶۷  | آمریکایی               | بازیگر                            | دورز لامبادا                                                                                |
| فهرست مرگ‌ها بر پایه سال | ۱۷  | وینچنزو چرامی         | ۷۲  | ایتالیایی              | فیلم‌نامه‌نویس                      | زندگی زیباست The Little Devil                                                               |
| فهرست مرگ‌ها بر پایه سال | ۱۷  | Briony McRoberts      | ۵۶  | انگلیسی                | بازیگر                            | پلنگ صورتی دوباره ضربه می‌زند Edge of Sanity                                                 |
| فهرست مرگ‌ها بر پایه سال | ۱۹  | Poncie Ponce          | ۸۰  | آمریکایی               | بازیگر، آوازخوان                  | Speedway The World's Greatest Lover                                                         |
| فهرست مرگ‌ها بر پایه سال | ۱۹  | مل اسمیت              | ۶۰  | انگلیسی                | بازیگر، کارگردان                  | عروس شاهزاده تعطیلات اروپا                                                                  |
| فهرست مرگ‌ها بر پایه سال | ۲۰  | David Spenser         | ۷۹  | سریلانکایی-انگلیسی     | بازیگر                            | ادامه بده… تا بالای خیبر In Search of the Castaways                                         |
| فهرست مرگ‌ها بر پایه سال | ۲۲  | دنیس فارینا           | ۶۹  | آمریکایی               | بازیگر                            | نجات سرباز رایان کوتوله را بگیرید                                                           |
| فهرست مرگ‌ها بر پایه سال | ۲۳  | Rona Anderson         | ۸۶  | اسکاتلندی              | بازیگر                            | Scrooge بهار زندگی دوشیزه جین برودی                                                         |
| فهرست مرگ‌ها بر پایه سال | ۲۴  | دونالد سیمنیگتون      | ۸۷  | آمریکایی               | بازیگر                            | آنی هال جبهه                                                                                |
| فهرست مرگ‌ها بر پایه سال | ۲۵  | برنادت لافون          | ۷۴  | فرانسوی                | بازیگر                            | انگلیسی شکسته To Catch a Spy                                                                |
| فهرست مرگ‌ها بر پایه سال | ۲۷  | سوزان کرول            | ۴۷  | آمریکایی               | بازیگر                            | مسابقه تا کوه جادوگران چگونه گرینچ کریسمس را دزدید                                          |
| فهرست مرگ‌ها بر پایه سال | ۲۸  | آیلین برنان           | ۸۰  | آمریکایی               | بازیگر                            | سرنخ آخرین نمایش فیلم                                                                       |
| فهرست مرگ‌ها بر پایه سال | ۳۰  | Ron Dias              | ۷۶  | آمریکایی               | انیمیشن ساز                       | چه کسی برای راجر رابیت پاپوش دوخت؟ ماجرای تیگر                                              |
| فهرست مرگ‌ها بر پایه سال | ۳۱  | مایکل آنسارا          | ۹۱  | سوری-آمریکایی          | بازیگر                            | The Lone Ranger ژولیوس سزار                                                                 |
| فهرست مرگ‌ها بر پایه سال | ۱   | Gail Kobe             | ۸۲  | آمریکایی               | بازیگر                            | ده فرمان شرق بهشت                                                                           |
| فهرست مرگ‌ها بر پایه سال | ۲   | Barbara Trentham      | ۶۸  | آمریکایی               | بازیگر                            | رولربال The Possession of Joel Delaney                                                      |
| فهرست مرگ‌ها بر پایه سال | ۵   | جورج دوک              | ۶۷  | آمریکایی               | آهنگ‌ساز، بازیگر                   | Never Die Alone 200 Motels                                                                  |
| فهرست مرگ‌ها بر پایه سال | ۶   | Jeremy Geidt          | ۸۳  | انگلیسی-آمریکایی       | بازیگر                            | ایستگاه بعدی سرزمین عجایب زندانی اسپانیایی                                                  |
| فهرست مرگ‌ها بر پایه سال | ۷   | مارگرت پلگرینی        | ۸۹  | آمریکایی               | بازیگر                            | جادوگر شهر از جانی تفنگش را برداشت                                                          |
| فهرست مرگ‌ها بر پایه سال | ۸   | کرن بلک               | ۷۴  | آمریکایی               | بازیگر                            | گتسبی بزرگ پنج قطعه آسان                                                                    |
| فهرست مرگ‌ها بر پایه سال | ۱۰  | حاجی                  | ۶۷  | کانادایی               | بازیگر                            | پاگنده The Killing of a Chinese Bookie                                                      |
| فهرست مرگ‌ها بر پایه سال | ۱۱  | Henry Polic II        | ۶۸  | آمریکایی               | بازیگر                            | The Last Remake of Beau Geste شکار لاشخور                                                   |
| فهرست مرگ‌ها بر پایه سال | ۱۳  | Damon Intrabartolo    | ۳۹  | آمریکایی               | آهنگ‌ساز، رهبر ارکستر              | افسانه محلی: برش آخر بازگشت سوپرمن                                                          |
| فهرست مرگ‌ها بر پایه سال | ۱۴  | لیزا رابین کلی        | ۴۳  | آمریکایی               | بازیگر                            | Jawbreaker Clubland                                                                         |
| فهرست مرگ‌ها بر پایه سال | ۱۴  | لوسیانو مارتینو       | ۷۹  | ایتالیایی              | تهیه‌کننده                         | تاجر ونیزی کوه خدای آدم‌خوار                                                                 |
| فهرست مرگ‌ها بر پایه سال | ۱۵  | آوگوست شلنبرگ         | ۷۷  | کانادایی-آمریکایی      | بازیگر                            | Free Willy عزم راسخ                                                                         |
| فهرست مرگ‌ها بر پایه سال | ۱۹  | Russell S. Doughten   | ۸۶  | آمریکایی               | تهیه‌کننده، فیلم‌نامه‌نویس           | The Blob A Thief in the Night                                                               |
| فهرست مرگ‌ها بر پایه سال | ۱۹  | Stephenie McMillan    | ۷۱  | انگلیسی                | Set Decorator                     | هری پاتر بیمار انگلیسی                                                                      |
| فهرست مرگ‌ها بر پایه سال | ۱۹  | لی تامپسون یونگ       | ۲۹  | آمریکایی               | بازیگر                            | چراغ‌های جمعه‌شب تپه‌ها چشم دارند ۲                                                            |
| فهرست مرگ‌ها بر پایه سال | ۲۰  | المور لئونارد         | ۸۷  | آمریکایی               | فیلم‌نامه‌نویس                      | جو کید The Rosary Murders                                                                   |
| فهرست مرگ‌ها بر پایه سال | ۲۰  | تد پست                | ۹۵  | آمریکایی               | کارگردان                          | در زیر سیاره میمون‌ها محکم دارشان بزن                                                        |
| فهرست مرگ‌ها بر پایه سال | ۲۳  | گیلبرت تیلور          | ۹۹  | انگلیسی                | فیلم بردار                        | جنگ ستارگان طالع نحس                                                                        |
| فهرست مرگ‌ها بر پایه سال | ۲۴  | جولی هریس             | ۸۷  | آمریکایی               | بازیگر                            | شرق بهشت در چنگ ارواح                                                                       |
| فهرست مرگ‌ها بر پایه سال | ۲۶  | Gerard Murphy         | ۶۴  | ایرلندی                | بازیگر                            | بتمن آغاز می‌کند دنیای آب                                                                    |
| فهرست مرگ‌ها بر پایه سال | ۲۷  | Chris Kennedy         | ۶۴  | استرالیایی             | کارگردان، تهیه‌کننده، فیلم‌نامه‌نویس | Doing Time for Patsy Cline A Man's Gotta Do                                                 |
| فهرست مرگ‌ها بر پایه سال | ۲۸  | Murray Gershenz       | ۹۱  | آمریکایی               | بازیگر                            | خماری دوستت دارم، مرد                                                                       |
| سپتامبر                 | ۱   | تامی موریسون          | ۴۴  | آمریکایی               | بازیگر                            | راکی ۵ آنها زنده هستند                                                                      |
| سپتامبر                 | ۲   | David Jacobs          | ۸۷  | انگلیسی                | بازیگر                            | Stardust It's Trad, Dad!                                                                    |
| سپتامبر                 | ۲   | الگا لو               | ۹۳  | آفریقای جنوبی-انگلیسی  | بازیگر                            | Carry On Abroad Steptoe and Son Ride Again                                                  |
| سپتامبر                 | ۳   | خوزه رامون لاراس      | ۸۴  | اسپانیایی              | کارگردان                          | Vampyres نشانه بیماری                                                                       |
| سپتامبر                 | ۶   | بیل والیس             | ۷۶  | انگلیسی                | بازیگر                            | دختر دیگر بولین پسر پلنگ صورتی                                                              |
| سپتامبر                 | ۷   | Fred Katz             | ۹۴  | آمریکایی               | آهنگ‌ساز                           | مغازه کوچک وحشت Creature from the Haunted Sea                                               |
| سپتامبر                 | ۸   | لوئیس کوری            | ۱۰۰ | آمریکایی               | بازیگر                            | ماجراهای کاپیتان مارول همشهری کین                                                           |
| سپتامبر                 | ۹   | پاتریشا بلر           | ۸۰  | آمریکایی               | بازیگر                            | The Electric Horseman The Black Sleep                                                       |
| سپتامبر                 | ۹   | Susan Fitzgerald      | ۶۴  | ایرلندی                | بازیگر                            | خاکسترهای آنجلا پرتره‌ای از مرد هنرمند در جوانی                                              |
| سپتامبر                 | ۱۰  | John Hambrick         | ۷۳  | آمریکایی               | بازیگر                            | تلفن ساختن آقای مطلوب                                                                       |
| سپتامبر                 | ۱۰  | Don Nelson            | ۸۶  | آمریکایی               | فیلم‌نامه‌نویس                      | هربی به مونت کارلو می‌رود Hot Lead and Cold Feet                                             |
| سپتامبر                 | ۱۲  | ویلیام گراهام         | ۸۷  | آمریکایی               | کارگردان، تهیه‌کننده               | بازگشت به مرداب آبی تغییر عادت                                                              |
| سپتامبر                 | ۱۲  | Rod Masterson         | ۶۸  | آمریکایی               | بازیگر                            | بلیز طناب بندبازی                                                                           |
| سپتامبر                 | ۱۳  | Jimmy Herman          | ۷۲  | کانادایی               | بازیگر                            | رقصنده با گرگ‌ها بازی‌های گوزن قطبی                                                           |
| سپتامبر                 | ۱۶  | Kim Hamilton          | ۸۱  | آمریکایی               | بازیگر                            | کشتن مرغ مقلد The Wild Angels                                                               |
| سپتامبر                 | ۱۶  | Patsy Swayze          | ۸۶  | آمریکایی               | طراح رقص                          | امید شناور گاوچران شهری                                                                     |
| سپتامبر                 | ۱۷  | مایکل جیاناتوس        | ۷۲  | ترک-یونانی             | بازیگر                            | قطار سریع‌السیر نیمه‌شب ماندولین کاپیتان کارولی                                               |
| سپتامبر                 | ۱۸  | مارتا هفلین           | ۶۸  | آمریکایی               | بازیگر                            | ستاره‌ای متولد شده‌است A Perfect Couple                                                       |
| سپتامبر                 | ۱۸  | کن نورتون             | ۷۰  | آمریکایی               | بازیگر                            | مندینگو طبل                                                                                 |
| سپتامبر                 | ۱۸  | ریچارد سی سارافیان    | ۸۳  | آمریکایی               | بازیگر، کارگردان                  | نقطه گریز Fragment of Fear                                                                  |
| سپتامبر                 | ۱۹  | حمیدو                 | ۷۸  | مراکشی                 | بازیگر                            | رونین جادوگر                                                                                |
| سپتامبر                 | ۲۲  | لوچانو وینچنزونی      | ۸۷  | ایتالیایی              | فیلم‌نامه‌نویس                      | به خاطر چند دلار بیشتر خوب، بد، زشت                                                         |
| سپتامبر                 | ۲۳  | جین کانل              | ۸۷  | آمریکایی               | بازیگر                            | Mame دکتر جکیل و خانم هاید                                                                  |
| سپتامبر                 | ۲۳  | Annette Kerr          | ۹۳  | انگلیسی                | بازیگر                            | زندگی خصوصی شرلوک هولمز Doppelgänger                                                        |
| سپتامبر                 | ۲۷  | John Calvert          | ۱۰۲ | آمریکایی               | بازیگر                            | علی‌بابا و چهل دزد Bombardier                                                                |
| سپتامبر                 | ۲۷  | فیلیس دیویس           | ۷۳  | آمریکایی               | بازیگر                            | Sweet Sugar Terminal Island                                                                 |
| سپتامبر                 | ۲۷  | Oscar Castro-Neves    | ۷۶  | برزیلی-آمریکایی        | رهبر ارکستر                       | تقصیر ریو است راهبه بدلی ۲: بازگشت به عادت                                                  |
| سپتامبر                 | ۲۷  | A. C. Lyles           | ۹۵  | آمریکایی               | فیلم‌نامه نویس، تهیه‌کننده          | Night of the Lepus ویکو                                                                     |
| سپتامبر                 | ۲۷  | جی رابینسون           | ۸۳  | آمریکایی               | بازیگر                            | ردا دیمیتریوس و گلادیاتورها                                                                 |
| سپتامبر                 | ۲۹  | Scott Workman         | ۴۷  | آمریکایی               | بدلکار، بازیگر                    | همسایه جاسوس مانکیبون                                                                       |
| سپتامبر                 | ۳۰  | Anthony Hinds         | ۹۱  | انگلیسی                | فیلم‌نامه نویس، تهیه‌کننده          | شبح اپرا The Quatermass Xperiment                                                           |
| سپتامبر                 | ۳۰  | Ruth Maleczech        | ۷۴  | آمریکایی               | بازیگر                            | بوته آزمایش Nick and Norah's Infinite Playlist                                              |
| اکتبر                   | ۱   | جولیانو جما           | ۷۵  | ایتالیایی              | بازیگر                            | Day of Anger The Price of Power                                                             |
| اکتبر                   | ۲   | Hilton A. Green       | ۸۴  | آمریکایی               | تهیه‌کننده، مدیر تولید             | Psycho شانزده شمع                                                                           |
| اکتبر                   | ۵   | کارلو لیتزانی         | ۹۱  | ایتالیایی              | کارگردان، فیلم‌نامه‌نویس            | Attention! Bandits! Requiescant                                                             |
| اکتبر                   | ۶   | پال راجرز             | ۹۶  | انگلیسی                | بازیگر                            | رؤیای شب نیمه تابستان The Trials of Oscar Wilde                                             |
| اکتبر                   | ۷   | پاتریس شرو            | ۶۸  | فرانسوی                | بازیگر، فیلم‌نامه‌نویس              | آخرین موهیکان نزدیکی                                                                        |
| اکتبر                   | ۱۰  | کومار پالانا          | ۹۴  | هندی-آمریکایی          | بازیگر                            | خانواده اشرافی تننبام ترمینال                                                               |
| اکتبر                   | ۱۱  | Terry Rhoads          | ۶۱  | آمریکایی               | بازیگر                            | روز پس از فردا دروغگو دروغگو                                                                |
| اکتبر                   | ۱۲  | Mann Rubin            | ۸۵  | آمریکایی               | فیلم‌نامه‌نویس                      | Brainstorm The Best of Everything                                                           |
| اکتبر                   | ۱۳  | جان برارد             | ۸۹  | آفریقای جنوبی-انگلیسی  | بازیگر                            | Santa Claus: The Movie Buster                                                               |
| اکتبر                   | ۱۶  | اد لاتر               | ۷۴  | آمریکایی               | بازیگر                            | طولانی‌ترین فاصله توطئه خانوادگی                                                             |
| اکتبر                   | ۱۷  | لو شایمر              | ۸۴  | آمریکایی               | تهیه‌کننده، آهنگ‌ساز                | Journey Back to Oz The Secret of the Sword                                                  |
| اکتبر                   | ۱۹  | ژرژ دکریه             | ۸۳  | فرانسوی                | بازیگر                            | دو تا برای جاده A Flea in Her Ear                                                           |
| اکتبر                   | ۱۹  | نوئل هریسون           | ۷۹  | انگلیسی                | بازیگر، آوازخوان                  | Hot Enough for June The Best of Enemies                                                     |
| اکتبر                   | ۲۰  | Larri Thomas          | ۸۱  | آمریکایی               | بازیگر، رقاص                      | مری پاپینز مردها و عروسک‌ها                                                                  |
| اکتبر                   | ۲۲  | William Harrison      | ۷۹  | آمریکایی               | فیلم‌نامه نویس، بازیگر             | رولربال Mountains of the Moon                                                               |
| اکتبر                   | ۲۴  | آنتونیا برد           | ۶۲  | انگلیسی                | کارگردان                          | Ravenous عشق دیوانه‌وار                                                                      |
| اکتبر                   | ۲۵  | نایجل داونپورت        | ۸۵  | انگلیسی                | بازیگر                            | بدون راه حل گری‌ستوک: افسانه تارزان، ارباب گوریل‌ها                                           |
| اکتبر                   | ۲۵  | هل نیدهام             | ۸۲  | آمریکایی               | کارگردان، بدلکار                  | اسموکی و بندیت مسیر کاننبال                                                                 |
| اکتبر                   | ۲۵  | مارسیا والاس          | ۷۰  | آمریکایی               | بازیگر                            | سیمپسون‌ها دانشگاه هیولاها                                                                   |
| اکتبر                   | ۲۷  | لوئیجی مانی           | ۸۵  | ایتالیایی              | کارگردان                          | The Conspirators In the name of the Sovereign People                                        |
| اکتبر                   | ۲۷  | لو رید                | ۷۱  | آمریکایی               | بازیگر، آوازخوان                  | آرتور و انتقام مالتازارد One-Trick Pony                                                     |
| اکتبر                   | ۲۹  | گراهام استارک         | ۹۱  | انگلیسی                | بازیگر                            | پلنگ صورتی الفی                                                                             |
| اکتبر                   | ۳۱  | Toby Bluth            | ۶۴  | آمریکایی               | انیمیشن ساز                       | ماجرای تیگر Wizards                                                                         |
| اکتبر                   | ۳۱  | Walter Brown          | ۸۶  | نیوزلندی-استرالیایی    | بازیگر                            | شالاکو جرم واقعی                                                                            |
| اکتبر                   | ۳۱  | Chris Chase           | ۷۴  | آمریکایی               | بازیگر                            | بوسه قاتل اینطور چیزها                                                                      |
| فهرست مرگ‌ها بر پایه سال | ۴   | هانس فون بورژودی      | ۸۴  | اتریشی-آلمانی          | بازیگر                            | پلی در دوردست وراثت                                                                         |
| فهرست مرگ‌ها بر پایه سال | ۷   | پال مانتی             | ۸۲  | آمریکایی               | بازیگر                            | Robinson Crusoe on Mars آپولو ۱۳                                                            |
| فهرست مرگ‌ها بر پایه سال | ۱۱  | شرلی میچل             | ۹۴  | آمریکایی               | بازیگر                            | جنگ رزها Big Business                                                                       |
| فهرست مرگ‌ها بر پایه سال | ۱۳  | باربارا لارنس         | ۸۳  | آمریکایی               | بازیگر                            | نامه‌ای به سه همسر اکلاهما!                                                                  |
| فهرست مرگ‌ها بر پایه سال | ۱۳  | آل روسسیو             | ۸۹  | آمریکایی               | بازیگر                            | پدرخوانده: قسمت سوم دختران شو                                                               |
| فهرست مرگ‌ها بر پایه سال | ۱۵  | Mickey Knox           | ۹۱  | آمریکایی               | بازیگر، تهیه‌کننده                 | پدرخوانده: قسمت سوم G.I. Blues                                                              |
| فهرست مرگ‌ها بر پایه سال | ۱۵  | شیلا ماتیوز آلن       | ۸۴  | آمریکایی               | بازیگر                            | ماجرای پوزیدون آسمانخراش جهنمی                                                              |
| فهرست مرگ‌ها بر پایه سال | ۱۹  | Marc Breaux           | ۸۹  | آمریکایی               | نقاش‌شناس                          | اشک‌ها و لبخندها مری پاپینز                                                                  |
| فهرست مرگ‌ها بر پایه سال | ۲۲  | ژرژ لوتنر             | ۸۷  | فرانسوی                | کارگردان، فیلم‌نامه‌نویس            | حرفه‌ای قفسی برای دیوانگان ۳: عروسی                                                          |
| فهرست مرگ‌ها بر پایه سال | ۲۳  | جی لگت                | ۵۰  | آمریکایی               | بازیگر، فیلم‌نامه‌نویس              | بدون پارو قهرمان                                                                            |
| فهرست مرگ‌ها بر پایه سال | ۲۵  | Chico Hamilton        | ۹۲  | آمریکایی               | آهنگ‌ساز، بازیگر                   | انزجار Coonskin                                                                             |
| فهرست مرگ‌ها بر پایه سال | ۲۵  | Elke Neidhardt        | ۷۲  | آلمانی-استرالیایی      | بازیگر                            | Libido Inside Looking Out                                                                   |
| فهرست مرگ‌ها بر پایه سال | ۲۶  | مارچلو گاتی           | ۸۹  | ایتالیایی              | فیلم بردار                        | The Beloved چی؟                                                                             |
| فهرست مرگ‌ها بر پایه سال | ۲۶  | Jane Kean             | ۹۰  | آمریکایی               | بازیگر                            | Pete's Dragon کاوشگران                                                                      |
| فهرست مرگ‌ها بر پایه سال | ۲۶  | تونی موسانته          | ۷۷  | آمریکایی               | بازیگر                            | The Last Run کارآگاه                                                                        |
| فهرست مرگ‌ها بر پایه سال | ۲۷  | لوئیس کالینز          | ۶۷  | انگلیسی-آمریکایی       | بازیگر                            | گزینه نهایی Confessions of a Driving Instructor                                             |
| فهرست مرگ‌ها بر پایه سال | ۲۸  | Jean-Louis Roux       | ۹۰  | کانادایی               | بازیگر                            | فرانسه نو The Third Miracle                                                                 |
| فهرست مرگ‌ها بر پایه سال | ۲۸  | Danny Wells           | ۷۲  | کانادایی               | بازیگر                            | مگنولیا سرباز بنجامین                                                                       |
| فهرست مرگ‌ها بر پایه سال | ۲۹  | Dick Dodd             | ۶۸  | آمریکایی               | بازیگر                            | Get Yourself a College Girl Riot on Sunset Strip                                            |
| فهرست مرگ‌ها بر پایه سال | ۳۰  | جین کنت               | ۹۲  | انگلیسی                | بازیگر                            | Caravan Good-Time Girl                                                                      |
| فهرست مرگ‌ها بر پایه سال | ۳۰  | پل واکر               | ۴۰  | آمریکایی               | بازیگر                            | سریع و خشمگین پرچم‌های پدران ما                                                              |
| فهرست مرگ‌ها بر پایه سال | ۱   | Lino Grech            | ۸۳  | Maltese                | بازیگر                            | عقاب سیاه Final Justice                                                                     |
| فهرست مرگ‌ها بر پایه سال | ۲   | کریستوفر ایوان ولچ    | ۴۸  | آمریکایی               | بازیگر                            | ویکی کریستینا بارسلونا جنگ دنیاها                                                           |
| فهرست مرگ‌ها بر پایه سال | ۳   | Ronald Hunter         | ۷۰  | آمریکایی               | بازیگر                            | و سپس پالی آمد ون وایلدر                                                                    |
| فهرست مرگ‌ها بر پایه سال | ۵   | بری جکسون             | ۷۵  | انگلیسی                | بازیگر                            | Aces High بری لیندون                                                                        |
| فهرست مرگ‌ها بر پایه سال | ۶   | Louis Waldon          | ۷۸  | آمریکایی               | بازیگر                            | ماسک Flesh                                                                                  |
| فهرست مرگ‌ها بر پایه سال | ۶   | Kate Williamson       | ۸۳  | آمریکایی               | بازیگر                            | افشاگری لمس                                                                                 |
| فهرست مرگ‌ها بر پایه سال | ۷   | ادوارد مولینارو       | ۸۵  | فرانسوی                | کارگردان، فیلم‌نامه‌نویس            | قفسی برای دیوانگان To Commit a Murder                                                       |
| فهرست مرگ‌ها بر پایه سال | ۸   | Edward Williams       | ۹۲  | انگلیسی                | آهنگ‌ساز                           | Unearthly Stranger Doublecross                                                              |
| فهرست مرگ‌ها بر پایه سال | ۹   | النور پارکر           | ۹۱  | آمریکایی               | بازیگر                            | اشک‌ها و لبخندها داستان کارآگاه                                                              |
| فهرست مرگ‌ها بر پایه سال | ۱۰  | روسانا پودستا         | ۷۹  | ایتالیایی              | بازیگر                            | هلن تروآ هرکول                                                                              |
| فهرست مرگ‌ها بر پایه سال | ۱۱  | Garry Robbins         | ۵۶  | کانادایی               | بازیگر                            | پیچ اشتباه استاد عشق                                                                        |
| فهرست مرگ‌ها بر پایه سال | ۱۲  | تام لافلین            | ۸۲  | آمریکایی               | بازیگر، کارگردان                  | بیلی جک The Born Losers                                                                     |
| فهرست مرگ‌ها بر پایه سال | ۱۲  | آدری تاتر             | ۹۵  | آمریکایی               | بازیگر                            | بانوی دریاچه صحنه‌سازی                                                                       |
| فهرست مرگ‌ها بر پایه سال | ۱۳  | Daniel Escobar        | ۴۹  | آمریکایی               | بازیگر                            | فیلم لیزی مک‌گوایر The Country Bears                                                         |
| فهرست مرگ‌ها بر پایه سال | ۱۴  | پیتر اوتول            | ۸۱  | ایرلندی-انگلیسی        | بازیگر                            | لورنس عربستان سال محبوب من                                                                  |
| فهرست مرگ‌ها بر پایه سال | ۱۵  | جون فونتین            | ۹۶  | ژاپنی-آمریکایی         | بازیگر                            | ربه‌کا سوءظن                                                                                 |
| فهرست مرگ‌ها بر پایه سال | ۱۹  | Marty Hornstein       | ۷۶  | آمریکایی               | مدیر تولید، تهیه‌کننده             | Star Trek پلیس بورلی هیلز ۳                                                                 |
| فهرست مرگ‌ها بر پایه سال | ۲۱  | Bronzell Miller       | ۴۲  | آمریکایی               | بازیگر                            | پایین آوردن خانه Mr. ۳۰۰۰                                                                   |
| فهرست مرگ‌ها بر پایه سال | ۲۳  | Chuck Patterson       | ۶۸  | آمریکایی               | بازیگر                            | مو The Five Heartbeats                                                                      |
| فهرست مرگ‌ها بر پایه سال | ۲۳  | جف پولاک              | ۵۴  | آمریکایی               | کارگردان، تهیه‌کننده، فیلم‌نامه‌نویس | وسوسه‌های مبارزه Booty Call                                                                  |
| فهرست مرگ‌ها بر پایه سال | ۲۳  | تد ریچموند            | ۱۰۳ | آمریکایی               | تهیه‌کننده، فیلم‌نامه‌نویس           | آفتاب سرخ در نمایشگاه جهانی اتفاق افتاد                                                     |
| فهرست مرگ‌ها بر پایه سال | ۲۶  | مارتا اگرت            | ۱۰۱ | Hungarian-آمریکایی     | بازیگر، آوازخوان                  | For Me and My Gal Presenting Lily Mars                                                      |
| فهرست مرگ‌ها بر پایه سال | ۲۶  | Harold Whitaker       | ۹۳  | انگلیسی                | انیمیشن‌ساز                        | مزرعه حیوانات هوی متال                                                                      |
| فهرست مرگ‌ها بر پایه سال | ۲۸  | Sheila Guyse          | ۸۸  | آمریکایی               | بازیگر، آوازخوان                  | Boy! What a Girl! Sepia Cinderella                                                          |
| فهرست مرگ‌ها بر پایه سال | ۲۸  | جوزف راسکین           | ۸۹  | آمریکایی               | بازیگر                            | پیشتازان فضا: شورش پادشاه عقرب                                                              |
| فهرست مرگ‌ها بر پایه سال | ۲۹  | وویچخ کیلار           | ۸۱  | اکراینی - لهستانی      | آهنگ‌ساز                           | پیانیست دراکولای برام استوکر                                                                |
| فهرست مرگ‌ها بر پایه سال | ۳۱  | جیمز آوری             | ۶۸  | آمریکایی               | بازیگر                            | The Brady Bunch Movie دکتر دولیتل ۲                                                         |
| فهرست مرگ‌ها بر پایه سال | ۳۱  | John Fortune          | ۷۴  | انگلیسی                | بازیگر                            | Saving Grace امتیاز نهایی                                                                   |